# 歷年903專業推介冠軍歌曲
本名單列出歷年903專業推介的冠軍歌曲，括號內為主唱者。

## 歷任冠軍

### 1988年
| 週數        | 第一季                                    | 第二季               | 第三季                | 第四季                              |
| ----------- | ----------------------------------------- | -------------------- | --------------------- | ----------------------------------- |
| 1/11/21/31  | 半夢半醒 （页面存档备份，存于）（譚詠麟） | 美夢記心中（葉蒨文） | 80歲後（譚詠麟）      | 人生何處不相逢（陳慧嫻）            |
| 2/12/22/32  | 四分三日（夢劇院）                        | 滴汗（林憶蓮）       | 80歲後（譚詠麟）      | 我信韻律全能（許冠傑 feat. 商台DJ） |
| 3/13/23/33  | 全人類高歌（太極）                        | 滴汗（林憶蓮）       | 衝開一切（Beyond）    | 人生何處不相逢（陳慧嫻）            |
| 4/14/24/34  | 但願人長久（盧冠廷）                      | 祝福（葉蒨文）       | 80歲後（譚詠麟）      | 人生何處不相逢（陳慧嫻）            |
| 5/15/25/35  | 全人類高歌（太極）                        | 祝福（葉蒨文）       | 交織千個心（許冠傑）  | 結他低泣時（夏韶聲）                |
| 6/16/26/36  | 但願人長久（盧冠廷）                      | 祝福（葉蒨文）       | Stand By Me（梅艷芳） | 誰在意（周美茵）                    |
| 7/17/27/37  | 天變地變情不變（张学友）                  | 你好嗎（張立基）     | Stand By Me（梅艷芳） | 講多錯多（林憶蓮）                  |
| 8/18/28/38  | 天變地變情不變（张学友）                  | 祝福（葉蒨文）       | 點滴情懷（盧業瑂）    | 今天應該很高興（達明一派）          |
| 9/19/29/39  | 美夢記心中（葉蒨文）                      | 無需要太多（張國榮） | 大地（Beyond）        | 今天應該很高興（達明一派）          |
| 10/20/30/40 | 美夢記心中（葉蒨文）                      | 無需要太多（張國榮） | 大地（Beyond）        | 今天應該很高興（達明一派）          |

### 1989年
| 週數        | 第一季                     | 第二季                          | 第三季             | 第四季                       |
| ----------- | -------------------------- | ------------------------------- | ------------------ | ---------------------------- |
| 1/14/27/40  | 今天應該很高興（達明一派） | 憑著愛（蘇 芮）                 | 千千闋歌（陳慧嫻） | 依然（林憶蓮）               |
| 2/15/28/41  | 今天應該很高興（達明一派） | 也許不易（李健達）              | 千千闋歌（陳慧嫻） | 依然（林憶蓮）               |
| 3/16/29/42  | 感情到老（陳百強）         | 也許不易（李健達）              | 千千闋歌（陳慧嫻） | 想妳的方向（鍾鎮濤）         |
| 4/17/30/43  | 今夜你是否一人?!（張立基） | 一生何求（陳百強）              | 你知我知（譚詠麟） | 天生一對（夢劇院）           |
| 5/18/31/44  | 愛念（譚詠麟）             | 一分鐘都市 一分鐘戀愛（林憶蓮） | 你知我知（譚詠麟） | 在等一個晚上（林子祥）       |
| 6/19/32/45  | 側面（張國榮）             | 一分鐘都市 一分鐘戀愛（林憶蓮） | 留住我吧（太極）   | 燒（林憶蓮）                 |
| 7/20/33/46  | 淑女（梅艷芳）             | 天花亂墜（達明一派）            | 留住我吧（太極）   | 漆黑將不再面對（盧冠廷）     |
| 8/21/34/47  | 側面（張國榮）             | 真的愛妳（Beyond）              | 留住我吧（太極）   | 燒（林憶蓮）                 |
| 9/22/35/48  | 情義倆心知（譚詠麟）       | 真的愛妳（Beyond）              | 留住我吧（太極）   | 漆黑將不再面對（盧冠廷）     |
| 10/23/36/49 | 情義倆心知（譚詠麟）       | 為自由（群星）                  | 夏日戀人（梅艷芳） | 天問（達明一派）             |
| 11/24/37/50 | Linda（张学友）            | 為自由（群星）                  | 誰明浪子心（王傑） | 天問（達明一派）             |
| 12/25/38/51 | Linda（张学友）            | 為自由（群星）                  | 夜消沉（張立基）   | 紅葉斜落我心寂寞時（鍾鎮濤） |
| 13/26/39/52 | 憑著愛（蘇 芮）            | 歲月無聲（麥潔文）              | 依然（林憶蓮）     | 夕陽醉了（张学友）           |
| 53          |                            |                                 |                    | 夕陽醉了（张学友）           |

### 1990年
| 週數        | 第一季                     | 第二季                           | 第三季               | 第四季                       |
| ----------- | -------------------------- | -------------------------------- | -------------------- | ---------------------------- |
| 1/14/27/40  | 夕陽醉了（张学友）         | 珍重（葉蒨文）                   | 擦身情緣（杜德偉）   | 我愛你（達明一派）           |
| 2/15/28/41  | 夕陽醉了（张学友）         | 半點心（草蜢）                   | 擦身情緣（杜德偉）   | 日落日出（林子祥）           |
| 3/16/29/42  | 你知道我在等你嗎（張洪量） | 要走的始終都要走（蔣志光）       | 你令我性感（林憶蓮） | 日落日出（林子祥）           |
| 4/17/30/43  | 你知道我在等你嗎（張洪量） | 焚心以火（葉蒨文）               | 似夢迷離（林子祥）   | 特別的愛給特別的你（伍思凱） |
| 5/18/31/44  | 你知道我在等你嗎（張洪量） | 焚心以火（葉蒨文）               | 似夢迷離（林子祥）   | 光輝歲月（Beyond）           |
| 6/19/32/45  | 你知道我在等你嗎（張洪量） | 心急（關淑怡）                   | 似夢迷離（林子祥）   | 給戀愛喝采（倫永亮）         |
| 7/20/33/46  | 封面女郎（梅艷芳）         | 心急（關淑怡）                   | 前塵（林憶蓮）       | 給戀愛喝采（倫永亮）         |
| 8/21/34/47  | 你知道我在等你嗎（張洪量） | Everything（王靖雯）             | 開心氣候（鍾鎮濤）   | 樂與悲（太 極）              |
| 9/22/35/48  | 推搪（林憶蓮）             | Everything（王靖雯）             | 前塵（林憶蓮）       | 秋去秋來（葉蒨文）           |
| 10/23/36/49 | 心中的歌（草蜢）           | 相逢何必曾相識（蔣志光、韋綺姍） | 影子舞（杜德偉）     | 秋去秋來（葉蒨文）           |
| 11/24/37/50 | 珍重（葉蒨文）             | Close Your Eyes（蔡立兒）        | 夢醒時份（甄楚倩）   | 又繼續等（王靖雯）           |
| 12/25/38/51 | 珍重（葉蒨文）             | Close Your Eyes（蔡立兒）        | 貼身情人（黃寶欣）   | 皇后大道東（蔣志光、羅大佑） |
| 13/26/39/52 | 珍重（葉蒨文）             | 擦身情緣（杜德偉）               | 我愛你（達明一派）   | 皇后大道東（蔣志光、羅大佑） |

### 1991年
| 週數        | 第一季                       | 第二季                  | 第三季                       | 第四季                       |
| ----------- | ---------------------------- | ----------------------- | ---------------------------- | ---------------------------- |
| 1/14/27/40  | 再會了（劉德華）             | 慾望野獸街（梅艷芳）    | Oh!夜（黎明）                | Don't Break My Heart（黑豹） |
| 2/15/28/41  | 皇后大道東（羅大佑、蔣志光） | 慾望野獸街（梅艷芳）    | Because I Love You（杜德偉） | 一生掛念你（李克勤）         |
| 3/16/29/42  | 情不禁（张学友）             | 藍色Sha La La（李國祥） | 知不知（譚詠麟）             | 一生掛念你（李克勤）         |
| 4/17/30/43  | 罪人（張洪量）               | 藍色Sha La La（李國祥） | 滔滔千里心（群星）           | 信自己（葉蒨文、杜德偉）     |
| 5/18/31/44  | 似是故人來（梅艷芳）         | 一切為何（太極）        | 滔滔千里心（群星）           | 信自己（葉蒨文、杜德偉）     |
| 6/19/32/45  | 每天愛你多一些（张学友）     | 夢姬（梅艷芳）          | 愛過痛過亦願等（彭羚）       | 今夜妳會不會來（黎明）       |
| 7/20/33/46  | 每天愛你多一些（张学友）     | 心野夜（林憶蓮）        | 愛過痛過亦願等（彭羚）       | 今夜妳會不會來（黎明）       |
| 8/21/34/47  | 每天愛你多一些（张学友）     | 對不起我愛你（黎明）    | 一顆不變心（张学友）         | 飄雪（陳慧嫻）               |
| 9/22/35/48  | 每天愛你多一些（张学友）     | 對不起我愛你（黎明）    | 一顆不變心（张学友）         | 各自各...精彩（劉美君）      |
| 10/23/36/49 | 每天愛你多一些（张学友）     | 愛不完（劉德華）        | 一顆不變心（张学友）         | 各自各...精彩（劉美君）      |
| 11/24/37/50 | 翻騰（許志安）               | 愛不完（劉德華）        | 一起走過的日子（劉德華）     | 不可不信...緣（劉德華）      |
| 12/25/38/51 | 慾望野獸街（梅艷芳）         | 愛不完（劉德華）        | 一起走過的日子（劉德華）     | 再生戀（林憶蓮）             |
| 13/26/39/52 | 翻騰（許志安）               | 不來的季節（鄭秀文）    | Don't Break My Heart（黑豹） | 我說過要你快樂（吳國敬）     |
| 53          |                              |                         |                              | 我說過要你快樂（吳國敬）     |

### 1992年
| 週數        | 第一季               | 第二季               | 第三季                       | 第四季                   |
| ----------- | -------------------- | -------------------- | ---------------------------- | ------------------------ |
| 1/14/27/40  | 彷彿是初戀（彭羚）   | 瀟灑走一回（葉蒨文） | 但願不只是朋友（黎明）       | 情人知己（葉蒨文）       |
| 2/15/28/41  | 給我吧（杜德偉）     | 半斤八両（Beyond）   | 長城（Beyond）               | 晚秋（黃凱芹）           |
| 3/16/29/42  | 情人（譚詠麟）       | 暗戀你（张学友）     | Miss You Night & Day（王菲） | 真我的風采（劉德華）     |
| 4/17/30/43  | 情人（譚詠麟）       | 暗戀你（张学友）     | 今年夏天（林志穎）           | 真我的風采（劉德華）     |
| 5/18/31/44  | 給我吧（杜德偉）     | 暗戀你（张学友）     | 我為何讓你走（郭富城）       | 真我的風采（劉德華）     |
| 6/19/32/45  | 永遠愛著你（草蜢）   | 暗戀你（张学友）     | Miss You Night & Day（王菲） | 愛·火·花（张学友）       |
| 7/20/33/46  | 永遠愛著你（草蜢）   | 我來自北京（黎明）   | 那些好日子（倫永亮）         | 愛·火·花（张学友）       |
| 8/21/34/47  | 我為你而生（倫永亮） | 真情流露（张学友）   | 我的親愛（黎明）             | 還是覺得你最好（张学友） |
| 9/22/35/48  | 街頭霸王榜（林子祥） | 末世天使（劉德華）   | 當你靠著我（鍾鎮濤）         | 還是覺得你最好（张学友） |
| 10/23/36/49 | 三人世界（彭羚）     | 末世天使（劉德華）   | 寵愛（林憶蓮）               | 還是覺得你最好（张学友） |
| 11/24/37/50 | 街頭霸王榜（林子祥） | 彎彎的月亮（呂方）   | 寵愛（林憶蓮）               | 還是覺得你最好（张学友） |
| 12/25/38/51 | 愛得比你深（张学友） | 彎彎的月亮（呂方）   | 容易受傷的女人（王菲）       | 獨自去偷歡（劉德華）     |
| 13/26/39/52 | 瀟灑走一回（葉蒨文） | 第四晚心情（郭富城） | 容易受傷的女人（王菲）       | I Love You OK?（黎明）   |

### 1993年
| 週數        | 第一季                       | 第二季                   | 第三季                                              | 第四季                        |
| ----------- | ---------------------------- | ------------------------ | --------------------------------------------------- | ----------------------------- |
| 1/14/27/40  | I Love You OK?（黎明）       | 朋友（草蜢）             | 永遠寂寞（劉德華）                                  | 如風（王菲）                  |
| 2/15/28/41  | 喜歡妳是妳（許志安）         | 朋友（草蜢）             | 永遠寂寞（劉德華）                                  | 只懂得對你好（李克勤）        |
| 3/16/29/42  | 不再兒嬉（王菲）             | 一人有一個夢想（黎瑞恩） | 萍水相逢（周華健、陳淑樺）                          | 只懂得對你好（李克勤）        |
| 4/17/30/43  | 恭喜發財利是來（吳君如）     | 雨中感歎號（郭富城）     | 夏日傾情（黎明）                                    | 拒絕你綑綁（杜德偉）          |
| 5/18/31/44  | 不再兒嬉（王菲）             | 雨中感歎號（郭富城）     | 忘記他（张学友）                                    | 拒絕你綑綁（杜德偉）          |
| 6/19/32/45  | 季候風（王菲）               | 天大地大（林憶蓮）       | 答案就是你（劉德華）                                | 狂野之城（郭富城）            |
| 7/20/33/46  | 你是我今生唯一傳奇（張學友） | 世界會變得很美（草蜢）   | 雨後陽光（許志安）                                  | 狂野之城（郭富城）            |
| 8/21/34/47  | 謝謝你的愛（劉德華）         | 世界會變得很美（草蜢）   | Summer of Love（王菲）                              | 等你等到我心痛（张学友）      |
| 9/22/35/48  | 願你今夜別離去（黎明）       | 你今天要走（葉蒨文）     | 雨後陽光（許志安）                                  | 等你等到我心痛（张学友）      |
| 10/23/36/49 | 不如重新開始（林憶蓮）       | 夏日燒着了（黎明）       | 熱力節拍 Wou Bom Ba（草蜢、關淑怡、湯寶如、劉小慧） | 情人 Happy Birthday（劉德華） |
| 11/24/37/50 | 每天妳愛多一些（黃耀明）     | 夏日燒着了（黎明）       | 如風（王菲）                                        | 不可推搪（黎明）              |
| 12/25/38/51 | 不如重新開始（林憶蓮）       | 祇想一生跟你走（张学友） | 壞情人（羅文）                                      | 曾經滄海也是愛（周華健）      |
| 13/26/39/52 | 朋友（草蜢）                 | 祇想一生跟你走（张学友） | 如風（王菲）                                        | 今夜夢還暖（劉德華）          |

### 1994年
| 週數        | 第一季                 | 第二季                   | 第三季                   | 第四季                     |
| ----------- | ---------------------- | ------------------------ | ------------------------ | -------------------------- |
| 1/14/27/40  | 祝福（张学友）         | 情歸何處（梅艷芳）       | 非常夏日（张学友、王菲） | 橫濱別戀（李蕙敏）         |
| 2/15/28/41  | 愛出個未來（吳奇隆）   | 最美世界=你+我（李國祥） | 藍色街燈（黎明）         | 假裝（周慧敏）             |
| 3/16/29/42  | 如果得不到愛情（彭羚） | 最美世界=你+我（李國祥） | 忘情水（國）（劉德華）   | 今天的愛人是誰（陳慧嫻）   |
| 4/17/30/43  | 一生一心（梁朝偉）     | 那有一天不想你（黎明）   | 夢中人（王菲）           | 今天的愛人是誰（陳慧嫻）   |
| 5/18/31/44  | 女人的弱點（葉蒨文）   | 那有一天不想你（黎明）   | 只有你不知道（张学友）   | 奇而濃的狂想（吳奇隆）     |
| 6/19/32/45  | 女人的弱點（葉蒨文）   | 知己知彼（王菲）         | 誰人知（劉德華）         | 棋子（王菲）               |
| 7/20/33/46  | 個個讚你乖（郭富城）   | 用心良苦（國）（張宇）   | 誰人知（劉德華）         | 單手拍掌（林子祥）         |
| 8/21/34/47  | 女人的弱點（葉蒨文）   | 流浪花（呂方）           | 誰人知（劉德華）         | 我等到花兒也謝了（张学友） |
| 9/22/35/48  | 緣份的天空（湯寶如）   | 來來回回（张学友）       | 鐵幕誘惑（郭富城）       | 我等到花兒也謝了（张学友） |
| 10/23/36/49 | 決心（林憶蓮）         | 來來回回（张学友）       | 鐵幕誘惑（郭富城）       | 笑說想（古巨基）           |
| 11/24/37/50 | 情歸何處（梅艷芳）     | 向全世界說愛你（許志安） | 昨晚你已嫁給誰（周華健） | 我等到花兒也謝了（张学友） |
| 12/25/38/51 | 情歸何處（梅艷芳）     | 繾綣星光下（關淑怡）     | 愛的重生（杜德偉）       | 一加一加一的愛（草蜢）     |
| 13/26/39/52 | 決心（林憶蓮）         | 非常夏日（张学友、王菲） | 橫濱別戀（李蕙敏）       | 火舞艷陽（黎明）           |

### 1995年
| 週數        | 第一季                           | 第二季                                 | 第三季                       | 第四季                       |
| ----------- | -------------------------------- | -------------------------------------- | ---------------------------- | ---------------------------- |
| 1/14/27/40  | 這個冬天不太冷（张学友）         | 新天長地久之男大當戀女大當愛（周華健） | 我哭了（张学友）             | 春光乍洩（黃耀明）           |
| 2/15/28/41  | 這個冬天不太冷（张学友）         | 新天長地久之男大當戀女大當愛（周華健） | 荒廢的樂園（許志安）         | 春光乍洩（黃耀明）           |
| 3/16/29/42  | 如夢初醒（彭羚）                 | 你是我的一切（郭富城）                 | 缺口（Beyond）               | 小玩意（彭羚）               |
| 4/17/30/43  | 故事的風箏（倫永亮）             | 濃情化不開（周華健）                   | 缺口（Beyond）               | 男仕今天你很好（鄭秀文）     |
| 5/18/31/44  | 我不想再次被情傷（國）（毛阿敏） | 一生最愛就是你（黎明）                 | 一切很美 只因有你（陳慧琳）  | 危情追蹤（黎明）             |
| 6/19/32/45  | 我不想再次被情傷（國）（毛阿敏） | 濃情化不開（周華健）                   | 一切很美 只因有你（陳慧琳）  | 其實我...我...我（古巨基）   |
| 7/20/33/46  | 最深刻的愛（蘇永康）             | 純真傳說（郭富城）                     | 離開以後（张学友）           | 失憶（諒解）備忘錄（郭富城） |
| 8/21/34/47  | 忘記他（關淑怡）                 | 純真傳說（郭富城）                     | 心亂如麻（吳倩蓮）           | 失憶（諒解）備忘錄（郭富城） |
| 9/22/35/48  | 望鄉（郭富城）                   | 純真傳說（郭富城）                     | 門外看（Beyond）             | 飄（陳慧嫻）                 |
| 10/23/36/49 | 望鄉（郭富城）                   | 屈到病（张学友）                       | 這麼近（那麼遠）（张学友）   | 捨不得你（鄭秀文）           |
| 11/24/37/50 | 味道（國）（辛曉琪）             | 屈到病（张学友）                       | 十八變（林子祥）             | 彷如隔世（彭羚）             |
| 12/25/38/51 | 你喜歡的會有幾個（周華健）       | 屈到病（张学友）                       | 十八變（林子祥）             | 情未鳥（劉德華）             |
| 13/26/39/52 | 讓你愉快（张学友）               | 愛變了這世界襯衣（杜德偉）             | 你說他是你想嫁的人（劉德華） | 萬福瑪利亞（黃耀明、關淑怡） |

### 1996年
| 週數        | 第一季                       | 第二季                   | 第三季                           | 第四季                   |
| ----------- | ---------------------------- | ------------------------ | -------------------------------- | ------------------------ |
| 1/14/27/40  | 萬福瑪莉亞（黃耀明、關淑怡） | 活著便精彩（Beyond）     | 浮躁（王菲）                     | 風花雪（陳慧琳）         |
| 2/15/28/41  | Di-Dar（王菲）               | 找我（吳奇隆）           | 其實……（李蕙敏）                 | 每日一禁果（達明一派）   |
| 3/16/29/42  | 誰願放手（陳慧琳）           | 流星（王菲）             | 呼吸（梁漢文）                   | 回歸（林憶蓮）           |
| 4/17/30/43  | 男人最痛（許志安）           | 活著便精彩（Beyond）     | 情書（张学友）                   | 轉性（郭靜）             |
| 5/18/31/44  | 哭（林憶蓮）                 | 情深說話未曾講（黎明）   | 情書（张学友）                   | 極度哀艷的晚上（郭富城） |
| 6/19/32/45  | 假期（王菲）                 | 情深說話未曾講（黎明）   | 情書（张学友）                   | X派對（鄭秀文）          |
| 7/20/33/46  | 假期（王菲）                 | 相思成災（劉德華）       | 第二最愛（古巨基）               | 原來戀愛（黎明）         |
| 8/21/34/47  | 新年快樂（黃品源）           | 當找到你（李克勤）       | 贈興（李蕙敏）                   | 發現（鄭伊健）           |
| 9/22/35/48  | 想你（Beyond）               | 只要我的愛（郭富城）     | 冰淇淋的祈禱（范曉萱）           | 囍宴（李蕙敏）           |
| 10/23/36/49 | 你的甜蜜（范曉萱）           | 了解你的所有（陳曉東）   | 清水（彭羚）                     | 暗湧（王菲）             |
| 11/24/37/50 | 下次（許志安）               | 小心女人（鄭秀文）       | 色情男女（黎明）                 | 不老的傳說（张学友）     |
| 12/25/38/51 | 下次（許志安）               | 太空（Beyond）           | 唔知係咩嘅我就點會講（軟硬天師） | 不老的傳說（张学友）     |
| 13/26/39/52 | 感冒（湯寶如）               | 忘記你我做不到（张学友） | 唔知係咩嘅我就點會講（軟硬天師） | 不老的傳說（张学友）     |

### 1997年
| 週數        | 第一季                | 第二季                 | 第三季                           | 第四季                         |
| ----------- | --------------------- | ---------------------- | -------------------------------- | ------------------------------ |
| 1/14/27/40  | 紀念日（陳慧琳、Dry） | 怎麼捨得你（张学友）   | 剎那天地（David Bowie）          | 斷了氣（梁漢文）               |
| 2/15/28/41  | 感應（黎明）          | 的士夠格（林海峰）     | 歡樂今宵（古巨基）               | 風月寶鑑（黃耀明）             |
| 3/16/29/42  | 相思無用（鄭中基）    | 預備（Beyond）         | 愛的呼喚（郭富城）               | 三天兩夜（张学友）             |
| 4/17/30/43  | 抱著你的日子（彭羚）  | 望愛（吳倩蓮）         | 我的天 我的歌（許志安）          | 我也不想這樣（王菲）           |
| 5/18/31/44  | 抱著你的日子（彭羚）  | 只要為我愛一天（黎明） | 我們的主題曲（鄭秀文）           | 100樣可能（黎明）              |
| 6/19/32/45  | 完美的一天（古巨基）  | 明知故犯（許美靜）     | 誰命我名字（Beyond）             | Love Yourself 愛自己（莫文蔚） |
| 7/20/33/46  | 愛是永恆（张学友）    | 友情歲月（黃耀明）     | 好朋友（梁漢文）                 | 一走了之（許志安）             |
| 8/21/34/47  | 二人世界（草蜢）      | 友情歲月（黃耀明）     | 好朋友（梁漢文）                 | 忘了時間的鐘（古巨基）         |
| 9/22/35/48  | 有我必須有你（Dry）   | 壞習慣（謝霆鋒）       | 與我常在（陳奕迅）               | 回家（Beyond）                 |
| 10/23/36/49 | 約定（王菲）          | 有效日期（郭富城）     | 如果沒有你在身邊的時候（鄭中基） | 親密關係（鄭秀文）             |
| 11/24/37/50 | 我也喜歡你（張智霖）  | 星夢情真（陳慧琳）     | 你快樂(所以我快樂)（王菲）       | 戰場上的快樂聖誕（郭富城）     |
| 12/25/38/51 | 我對門匙說（古巨基）  | 我有我天地（彭羚）     | 星河感覺（許志安）               | 無聲仿有聲（謝霆鋒）           |
| 13/26/39/52 | 怎麼捨得你（张学友）  | 誰可情深如我（鄭伊健） | 想和你去吹吹風（张学友）         | 霧（Beyond）                   |

### 1998年
| 週數        | 第一季                   | 第二季                   | 第三季                             | 第四季                     |
| ----------- | ------------------------ | ------------------------ | ---------------------------------- | -------------------------- |
| 1/14/27/40  | 霧（Beyond）             | 沒有煙抽的日子（張惠妹） | 天下無雙（陳奕迅）                 | 化妝（李蕙敏）             |
| 2/15/28/41  | 霧（Beyond）             | 時間人物地點（鄭中基）   | 不想這是場戲（张学友）             | 越吻越傷心（蘇永康）       |
| 3/16/29/42  | 霧（Beyond）             | 馬桶（劉德華）           | 自由落體（梁詠琪）                 | 越吻越傷心（蘇永康）       |
| 4/17/30/43  | 一家一減你（許志安）     | 飛機場的10:30（陶喆）    | 風雲（鄭伊健）                     | 情誡（王菲）               |
| 5/18/31/44  | 一萬年（陳曉東）         | You're The One（陳慧琳） | 風裡密碼（郭富城）                 | 今生不再（黎明）           |
| 6/19/32/45  | 罷不來（彭羚）           | 愛你/不愛你（黎明）      | 甲乙丙丁（张学友、鄭中基、許志安） | 你最珍貴（张学友、高慧君） |
| 7/20/33/46  | 一萬年（陳曉東）         | 來年來日（古巨基）       | 奉信（Beyond）                     | 牽手（張惠妹）             |
| 8/21/34/47  | 驚喜（Beyond）           | 我甚麼都沒有（陳奕迅）   | 哭泣遊戲（鄭秀文）                 | 原諒自己（王菲）           |
| 9/22/35/48  | 暗湧（黃耀明）           | 我這樣愛你（黎明）       | 掛念（劉德華）                     | 有你一天（古巨基）         |
| 10/23/36/49 | 暗湧（黃耀明）           | 驚變（郭富城）           | 悲與喜（张学友）                   | Happy 2000（黎明）         |
| 11/24/37/50 | 我無所謂（張惠妹）       | 釋放自己（张学友）       | 天氣的錯（鄭伊健）                 | 神啊！救救我（陈小春）     |
| 12/25/38/51 | 二人行 一日後（許志安）  | 自然關係（溫拿）         | 一變傾城（郭富城）                 | Open Your Eyes（張惠妹）   |
| 13/26/39/52 | 要知道你的感覺（陳曉東） | 你是我的女人（劉德華）   | 越吻越傷心（蘇永康）               | 私人珍藏（林海峰）         |

### 1999年
| 週數        | 第一季                     | 第二季                   | 第三季                        | 第四季               |
| ----------- | -------------------------- | ------------------------ | ----------------------------- | -------------------- |
| 1/14/27/40  | 如果可以再見你（黎明）     | 如何可以不愛他（許志安） | 抬起我的頭來（楊千嬅）        | 當時的月亮（王菲）   |
| 2/15/28/41  | 真心真意（許志安）         | Together（鄭伊健）       | 完完全全為你（許志安）        | 當時的月亮（王菲）   |
| 3/16/29/42  | 真心真意（許志安）         | 給我愛過的男孩們（彭羚） | 陰天（莫文蔚）                | 冷雨（莫文蔚）       |
| 4/17/30/43  | 好時代（林海峰）           | 飛翔（林憶蓮）           | 從今開始（黎明）              | 左右手（張國榮）     |
| 5/18/31/44  | 犧牲（Beyond）             | 非走不可（謝霆鋒）       | 第五個現代化（陳奕迅）        | 羅馬假期（古巨基）   |
| 6/19/32/45  | 我應該（张学友）           | 預感（古巨基）           | 熱熱地飛（森美、小儀、群星）  | 插曲（鄭秀文）       |
| 7/20/33/46  | 來夜方長（蘇永康、陳潔儀） | 我愛花香不愛花（黎明）   | 遊園驚夢（郭富城）            | 郵差（王菲）         |
| 8/21/34/47  | 寵物（鄭秀文）             | 每一個明天（陳奕迅）     | 改造人（謝霆鋒）              | 郵差（王菲）         |
| 9/22/35/48  | 公眾假期（林海峰）         | 一枝花（彭羚）           | 幻影+霧之戀（譚詠麟、張國榮） | 痛（劉德華）         |
| 10/23/36/49 | 有個人（张学友）           | 與你無關（蔡健雅）       | 都是你的錯（陳慧琳）          | 愛後餘生（謝霆鋒）   |
| 11/24/37/50 | 有個人（张学友）           | 今日（陳奕迅）           | 精彩（王菲）                  | 心如刀割（张学友）   |
| 12/25/38/51 | 隨時行樂（梁漢文）         | 今日（陳奕迅）           | 發熱發亮（鄭秀文）            | Good Time（Beyond）  |
| 13/26/39/52 | 對你太在乎（陳慧琳）       | 天煞孤星（鄭伊健）       | Julia（王力宏）               | 幸福摩天輪（陳奕迅） |

### 2000年
| 週數        | 第一季                   | 第二季                                        | 第三季                       | 第四季                                           |
| ----------- | ------------------------ | --------------------------------------------- | ---------------------------- | ------------------------------------------------ |
| 1/14/27/40  | 找自己（陶喆）           | 不容錯失（容祖兒）                            | 光天化日（黃耀明）           | 給自己的情書（王菲）                             |
| 2/15/28/41  | 我要我們在一起（范曉萱） | 枕頭（張國榮）                                | 一千次日落（許志安）         | PG家長指引（梁漢文）                             |
| 3/16/29/42  | 時光倒流二十年（陳奕迅） | Namasgar你好嗎?（陳奕迅、楊千嬅、森美、Mini） | 大熱（張國榮）               | 給自己的情書（王菲）                             |
| 4/17/30/43  | 時光倒流二十年（陳奕迅） | Namasgar你好嗎?（陳奕迅、楊千嬅、森美、Mini） | 若有所失（郭富城）           | 自己發電（苦榮、小苦妹、許志安、陳慧琳、谷德昭） |
| 5/18/31/44  | 好時辰（梁詠琪）         | True Love（蔡健雅）                           | 北極光（莫文蔚）             | 一生一火花（张学友）                             |
| 6/19/32/45  | 至少還有你（林憶蓮）     | 黑夜不再來（陳奕迅）                          | 愛下去（张学友）             | 活著VIVA（謝霆鋒）                               |
| 7/20/33/46  | 創舉（郭富城）           | 黑夜不再來（陳奕迅）                          | 下一站天國（黃耀明）         | K歌之王（陳奕迅）                                |
| 8/21/34/47  | 耐人尋味（张学友）       | 深藍（盧巧音）                                | 下一站天國（黃耀明）         | 寂寞流星群（林憶蓮）                             |
| 9/22/35/48  | 路過蜻蜓（張國榮）       | 大懶堂（LMF）                                 | 你教我兩度（許志安）         | 香奈兒（王菲）                                   |
| 10/23/36/49 | 路過蜻蜓（張國榮）       | 將自己給你（劉德華）                          | 我不夠愛你（劉德華、陳慧琳） | 如果東京不快樂（楊千嬅）                         |
| 11/24/37/50 | 半天假（許志安）         | Mi-II（黎明）                                 | 少女的祈禱（楊千嬅）         | 如何掉眼淚（鄭秀文）                             |
| 12/25/38/51 | 我很快樂（梅艷芳）       | 花花宇宙（陳慧琳）                            | 會過去的（許志安、車婉婉）   | 煙霧瀰漫（梁詠琪）                               |
| 13/26/39/52 | 走鋼索的人（李泉）       | 一擊即中（謝霆鋒）                            | 打得火熱（陳奕迅）           | 七年滋養（許志安）                               |
| 53          |                          |                                               |                              | 遊樂場（謝霆鋒）                                 |

### 2001年
| 週數        | 第一季                   | 第二季                  | 第三季                                       | 第四季                     |
| ----------- | ------------------------ | ----------------------- | -------------------------------------------- | -------------------------- |
| 1/14/27/40  | 捉迷藏（张学友）         | 你這個男人（陳慧琳）    | 有病呻吟（张学友）                           | 姊妹（楊千嬅）             |
| 2/15/28/41  | 獨家試唱（鄭秀文）       | 垃圾天堂（許志安）      | 隨身聽（陳慧琳）                             | 色盲（王菲）               |
| 3/16/29/42  | 無得比（黃貫中）         | Shall We Talk（陳奕迅） | 掯（梁漢文）                                 | 不必說感謝（陳曉東）       |
| 4/17/30/43  | 無得比（黃貫中）         | Shall We Talk（陳奕迅） | 不必剎掣（車婉婉）                           | 衝口而出（陳奕迅）         |
| 5/18/31/44  | 借你耳朵說愛你（許志安） | 犯賤（陈小春）          | 好狗（林海峰）                               | 不愛就不愛（梁漢文）       |
| 6/19/32/45  | 痛愛（容祖兒）           | 潛龍勿用（謝霆鋒）      | 終身美麗（鄭秀文）                           | 開不了口（周杰倫）         |
| 7/20/33/46  | 二人默劇（葉佩雯）       | 龍捲風（周杰倫）        | 鴿子情緣（劉德華）                           | 最愛演唱會（陳慧琳）       |
| 8/21/34/47  | 2001太空漫遊（陳奕迅）   | 樓上來的聲音（张学友）  | 全日遊街 Dum Da D Dum（恭碩良）              | 大大公司（Swing）          |
| 9/22/35/48  | 愛是...（鄭秀文、LMF）   | 天使的禮物（陳奕迅）    | 十九樓半的夏天（森美、小儀、梁漢文、何韻詩） | 爛泥（許志安）             |
| 10/23/36/49 | 愛是...（鄭秀文、LMF）   | 天使的禮物（陳奕迅）    | You Don't Trust Me At All（范曉萱）          | 野孩子（楊千嬅）           |
| 11/24/37/50 | 神蹟（古巨基）           | 玉蝴蝶（謝霆鋒）        | 伴我同行（林海峰）                           | 嫌棄（梁詠琪）             |
| 12/25/38/51 | 幻聽（莫文蔚）           | 取消資格（陈小春）      | 重新做人（梁漢文）                           | 大開眼戒（陳奕迅）         |
| 13/26/39/52 | 夢到內河（張國榮）       | 有病呻吟（张学友）      | 姊妹（楊千嬅）                               | 芳華絕代（張國榮、梅艷芳） |

### 2002年
| 週數        | 第一季                     | 第二季                     | 第三季                          | 第四季                     |
| ----------- | -------------------------- | -------------------------- | ------------------------------- | -------------------------- |
| 1/14/27/40  | 怯（容祖兒）               | 相愛很難（张学友、梅艷芳） | 飛天舞會（陳慧琳）              | 驚恐症（黃家強）           |
| 2/15/28/41  | 離開我吧（黃貫中）         | 燕尾蝶（Shine）            | 抱抱（容祖兒）                  | 再見...露絲瑪莉（何韻詩）  |
| 3/16/29/42  | 一一（黃耀明）             | 給愛麗斯（陳奕迅）         | 羅馬（許志安）                  | 傷逝（葉蒨文）             |
| 4/17/30/43  | 昨遲人（許志安）           | 日與夜（张学友、林憶蓮）   | 劃火柴（陳曉東）                | 人來人往（陳奕迅）         |
| 5/18/31/44  | 眼神騙不過（黎明）         | 日與夜（张学友、林憶蓮）   | 這麼遠 那麼近（黃耀明、張國榮） | 人來人往（陳奕迅）         |
| 6/19/32/45  | 跳傘（鄭秀文）             | 不歡而散（陈小春）         | 明年今日（陳奕迅）              | 失戀王（陈小春）           |
| 7/20/33/46  | 始終一天（at17）           | 閃靈（楊千嬅）             | 上一次流淚（鄭秀文）            | 爭氣（容祖兒）             |
| 8/21/34/47  | 你愛我（伍佰）             | 謝謝儂（陳奕迅）           | 很想當媽媽（盧巧音）            | 女人之苦（許志安）         |
| 9/22/35/48  | 你看我看你（謝霆鋒）       | 一面之緣（容祖兒）         | 回到過去（周杰倫）              | 高妹正傳（梁詠琪）         |
| 10/23/36/49 | 有福氣（陳慧琳）           | 我們的永遠（梁詠琪）       | 回到過去（周杰倫）              | 笑中有淚（楊千嬅）         |
| 11/24/37/50 | 讓愛（許志安）             | 天生天養（劉德華）         | 黑色柳丁（陶喆）                | 女人之苦（許志安）         |
| 12/25/38/51 | 楊千嬅（楊千嬅）           | 好心分手（盧巧音）         | 隨意門（陳奕迅）                | Lonely Christmas（陳奕迅） |
| 13/26/39/52 | 相愛很難（张学友、梅艷芳） | 孤兒仔（陳奕迅、苦榮）     | 乞丐王子（森美、小儀、許志安）  | 我撐你（林海峰）           |

### 2003年
| 週數        | 第一季                           | 第二季                     | 第三季                          | 第四季                 |
| ----------- | -------------------------------- | -------------------------- | ------------------------------- | ---------------------- |
| 1/14/27/40  | 無間道（劉德華、梁朝偉）         | 下一站天后（Twins）        | 高手（鄭中基）                  | 錯愛的呼喚（郭富城）   |
| 2/15/28/41  | 你有自己一套（at17）             | 我代你哭（鄭中基）         | 窮風流（黃耀明）                | 兩個人的幸運（梁詠琪） |
| 3/16/29/42  | 躲貓貓（陳慧琳）                 | 第二世（謝霆鋒）           | 龍爭虎鬥（楊千嬅）              | 透視（莫文蔚）         |
| 4/17/30/43  | 可惜我是水瓶座（楊千嬅）         | 天下之大（許志安）         | 十面埋伏（陳奕迅）              | 一步一生（許志安）     |
| 5/18/31/44  | 第一類接觸（陳奕迅）             | 抗戰二十年（Beyond）       | 披頭四（梁漢文）                | 獻世（陈小春）         |
| 6/19/32/45  | 神奇（孙燕姿）                   | 優先訂座（關心妍）         | 今天沒回家（陶喆）              | 我不會唱歌（李克勤）   |
| 7/20/33/46  | 你是最好的！你知道嗎？（林海峰） | 三角誌（盧巧音）           | 窮爸爸（許志安）                | 必殺技（古巨基）       |
| 8/21/34/47  | 活在當下（許志安）               | 七友（梁漢文）             | 啼笑姻緣（陈小春）              | 沙（何韻詩）           |
| 9/22/35/48  | 身體健康（張衛健）               | 七友（梁漢文）             | 忘記歌詞（陳奕迅）              | 身外情（黃耀明）       |
| 10/23/36/49 | 我的驕傲（容祖兒）               | 愛一個人（李克勤、陳慧琳） | 她比我醜（陳慧琳）              | 將愛（王菲）           |
| 11/24/37/50 | 我的驕傲（容祖兒）               | 千金（Twins）              | 下落不明（黃耀明 Feat. 林憶蓮） | 落地開花（盧巧音）     |
| 12/25/38/51 | Number Nine（陳冠希）            | 如果有一天（劉德華）       | 飛女正傳（楊千嬅）              | 出賣（容祖兒）         |
| 13/26/39/52 | 501（梁漢文）                    | 邊走邊愛（謝霆鋒）         | 妳聽得到（周杰倫）              | 信望愛（梁漢文）       |

### 2004年
| 週數        | 第一季               | 第二季                    | 第三季                         | 第四季                          |
| ----------- | -------------------- | ------------------------- | ------------------------------ | ------------------------------- |
| 1/14/27/40  | 今年沒聖誕（許志安） | 香港地（陳冠希）          | 對不起不是你（陳慧琳）         | 小城大事（楊千嬅）              |
| 2/15/28/41  | 元神出竅（何韻詩）   | Never Been Kissed（at17） | Life Is Like A Dream（张学友） | 愛與誠（古巨基）                |
| 3/16/29/42  | 小星星（楊千嬅）     | 奇洛李維斯回信（薛凱琪）  | 吻別的位置（李克勤）           | 分身術（容祖兒）                |
| 4/17/30/43  | 悟空（古巨基）       | 一拍兩散（容祖兒）        | 與神對話（許志安）             | 小城大事（楊千嬅）              |
| 5/18/31/44  | 悟空（古巨基）       | 講妳知（张学友）          | 地平線（官恩娜）               | 冷熱之間（林一峰）              |
| 6/19/32/45  | 阿琴（鄧健泓）       | 講妳知（张学友）          | 煉金術（楊千嬅）               | 艦隊（梁漢文）                  |
| 7/20/33/46  | 調情（鄭秀文）       | 找我（梁漢文）            | 傷追人（古巨基）               | 娛樂大家（梁詠琪）              |
| 8/21/34/47  | 女扮男生（at17）     | 非公開表演（麥浚龍）      | 夏意識（郭富城）               | 美中不足（許志安 Feat. 葉德嫻） |
| 9/22/35/48  | 相依為命（陈小春）   | 大方（方力申）            | Phone殺令（陳慧琳）            | 美中不足（許志安 Feat. 葉德嫻） |
| 10/23/36/49 | 娃鬼回魂（何韻詩）   | 大雄（古巨基）            | 七里香（周杰倫）               | 空中飛人（李克勤）              |
| 11/24/37/50 | 明天請早（許志安）   | 世上只有（容祖兒）        | 翡翠劇場（黃耀明）             | 空中飛人（李克勤）              |
| 12/25/38/51 | 步步高（梁漢文）     | 我在存在（黃貫中）        | 學行（許志安）                 | 寂寞的人有福了（達明一派）      |
| 13/26/39/52 | 嫁妝（陳慧琳）       | 處處吻（楊千嬅）          | 不可一世（黎明）               | 寂寞的人有福了（達明一派）      |

### 2005年
| 週數        | 第一季                 | 第二季                     | 第三季                 | 第四季                   |
| ----------- | ---------------------- | -------------------------- | ---------------------- | ------------------------ |
| 1/14/27/40  | 冬令時間（Twins）      | 明日恩典（容祖兒）         | 化蝶（何韻詩）         | 天之驕女（容祖兒）       |
| 2/15/28/41  | 北極光（梁詠琪）       | 長信不如短訊（楊千嬅）     | 夢中人（古巨基）       | 葡萄成熟時（陳奕迅）     |
| 3/16/29/42  | 如無意外（何韻詩）     | 大時代（李克勤）           | 阿牛（陳奕迅）         | 天才與白痴（古巨基）     |
| 4/17/30/43  | Monica（古巨基）       | 男孩像你（薛凱琪）         | 無賴（鄭中基）         | 大風吹（許志安）         |
| 5/18/31/44  | Monica（古巨基）       | 天使愛（梁漢文）           | Shut Up Baby（劉浩龍） | 晴天行雷（余文樂）       |
| 6/19/32/45  | 鬼（陶喆）             | 千年之戀（F.I.R.飛兒樂團） | 最佳位置（趙學而）     | 萬眾期待（草蜢）         |
| 7/20/33/46  | 地下街（周國賢）       | 吻下留人（許志安）         | 浮誇（陳奕迅）         | 好事多為（容祖兒）       |
| 8/21/34/47  | 雌雄同體（麥浚龍）     | 夕陽無限好（陳奕迅）       | 勞斯．萊斯（何韻詩）   | 漢城沉沒了（周國賢）     |
| 9/22/35/48  | Forever Love（王力宏） | 長情（黎明）               | 我們（草蜢）           | 情非首爾（李克勤）       |
| 10/23/36/49 | 小黑與我（薛凱琪）     | 飛（郭富城）               | 原罪犯（黃貫中）       | 夜曲（周杰倫）           |
| 11/24/37/50 | Susan說（陶喆）        | 烈女（楊千嬅）             | 愛得耐（鄭融）         | 為何他會離開你（林憶蓮） |
| 12/25/38/51 | 慢慢來（孙燕姿）       | 我得你（劉德華）           | 男子組（林海峰）       | 聽聽（陳奕迅）           |
| 13/26/39/52 | 感覺蘇豪（吳浩康）     | 森巴皇后（Twins）          | 男子組（林海峰）       | 明星（古巨基）           |

### 2006年
| 週數        | 第一季                  | 第二季                       | 第三季                       | 第四季                 |
| ----------- | ----------------------- | ---------------------------- | ---------------------------- | ---------------------- |
| 1/14/27/40  | 郎來了（楊千嬅）        | 愁人節（謝安琪）             | Long Time No See（軟硬天師） | 小峽谷之1234（薛凱琪） |
| 2/15/28/41  | 婚前的女人（李克勤）    | 摩登時代（容祖兒）           | 毫無保留（陳慧琳）           | 何慧愛（許志安）       |
| 3/16/29/42  | 關於我（關淑怡）        | 想聽（陳奕迅）               | 失魂落魄（梁漢文）           | 無錯（陈小春）         |
| 4/17/30/43  | 一時無兩（Twins）       | 自由女神（汪明荃、陳慧琳）   | 夜半敲門（何韻詩）           | 光明會（何韻詩）       |
| 5/18/31/44  | 我們能不能（方大同）    | Hurt So Bad（張敬軒）        | 好兄弟（軟硬天師）           | 我生（古巨基）         |
| 6/19/32/45  | 花田錯（王力宏）        | 三生有幸（鄭中基）           | 好兄弟（軟硬天師）           | 天水、圍城（李克勤）   |
| 7/20/33/46  | 我有今日（側田）        | 張開眼睛（劉德華）           | 北京之夏（梁詠琪）           | 紅綠燈（鄭融）         |
| 8/21/34/47  | 最佳損友（陳奕迅）      | 情歌的情歌（容祖兒）         | 愛得太遲（古巨基）           | 裙下之臣（陳奕迅）     |
| 9/22/35/48  | 最佳損友（陳奕迅）      | 花灑（古巨基）               | 鬥苦（陈小春）               | 華麗邂逅（容祖兒）     |
| 10/23/36/49 | 愛你變成恨你（吳雨霏）  | 願我可以學會放低你（何韻詩） | 大傻（楊千嬅）               | 離家出走（衛蘭）       |
| 11/24/37/50 | My Love My Fate（衛蘭） | 糖不甩（薛凱琪）             | 愛愛愛（方大同）             | 笑忘書（張敬軒）       |
| 12/25/38/51 | 羅曼蒂克（梁漢文）      | 大愛（許志安）               | 熱浪假期（Twins）            | 愛情（郭富城）         |
| 13/26/39/52 | 維納斯（黃耀明）        | 大大時代（譚詠麟）           | 觀世音（劉德華）             | 我的生存之道（楊千嬅） |
| 53          |                         |                              |                              | 富士山下（陳奕迅）     |

### 2007年
| 週數        | 第一季                     | 第二季                   | 第三季                 | 第四季                           |
| ----------- | -------------------------- | ------------------------ | ---------------------- | -------------------------------- |
| 1/14/27/40  | 應承（Eric Kwok）          | 寧願晏D瞓（張繼聰）      | 自愛（孫耀威）         | 愛回家（古巨基）                 |
| 2/15/28/41  | 公主太子（李克勤）         | 愛情萬歲（鄭秀文）       | 逼得太緊（吳雨霏）     | Crying in the Party（陳奕迅）    |
| 3/16/29/42  | (巴黎沒有)摩天輪（王菀之） | 第三身（麥浚龍、何韻詩） | 樓梯轉角（薛凱琪）     | 舞林群英（EO2）                  |
| 4/17/30/43  | 深愛（衛蘭）               | 月球上的人（陳奕迅）     | 真心話（王菀之）       | 迷失表參道（張敬軒）             |
| 5/18/31/44  | 心花怒放（容祖兒）         | 山歌（側田、吳雨霏）     | 花落誰家（李克勤）     | 送我一個家（泳兒）               |
| 6/19/32/45  | 黑擇明（陳奕迅）           | 我懷念的（孫燕姿）       | 酷愛（張敬軒）         | 你當我什麼（關楚耀）             |
| 7/20/33/46  | Forever（草蜢）            | 預言書（關智斌）         | 不能說的秘密（周杰倫） | (東京鐵塔下)gulugulu（有耳非文） |
| 8/21/34/47  | 33轉（溫拿）               | 化（楊千嬅）             | 一句（側田）           | 演唱會（陳奕迅）                 |
| 9/22/35/48  | 節外生枝（謝安琪）         | 愛到不能（盧巧音）       | 逃（容祖兒）           | 男人KTV（側田）                  |
| 10/23/36/49 | 電燈膽（鄧麗欣）           | 淘汰（陳奕迅）           | 愛情突擊（Twins）      | 零時零分（容祖兒）               |
| 11/24/37/50 | 好久不見（张学友）         | 錢錢錢錢（古巨基）       | 紙婚（李克勤）         | 全民皆估（農夫）                 |
| 12/25/38/51 | 黛玉笑了（泳兒）           | 記得我嗎（陳冠希）       | 東京百貨（鄭融）       | All About Love（楊千嬅）         |
| 13/26/39/52 | 愛一個上一課（容祖兒）     | 前程錦繡（許志安）       | 木紋（何韻詩）         | 時代巨輪（陳奕迅）               |

### 2008年
| 週數        | 第一季               | 第二季                     | 第三季                     | 第四季                     |
| ----------- | -------------------- | -------------------------- | -------------------------- | -------------------------- |
| 1/14/27/40  | 再見演奏廳（李克勤） | 我的最愛（方力申、鄧麗欣） | 路...一直都在（陳奕迅）    | 囍帖街（謝安琪）           |
| 2/15/28/41  | Here I Go（孫耀威）  | 簡單最浪漫（方大同）       | 馬雅民歌（at17）           | 三十日（側田）             |
| 3/16/29/42  | 鍾無艷（謝安琪）     | 酷兒（麥浚龍）             | 廣深公路（黃耀明）         | 寫得太多（麥浚龍、倫永亮） |
| 4/17/30/43  | 我哋大家（林海峰）   | 浮花（劉美君）             | 大慈善家（楊千嬅）         | 天下有情人（許志安）       |
| 5/18/31/44  | Me Vs Me（鄭融）     | 抱歉柯德莉夏萍（陳慧琳）   | 林民龍（麥浚龍）           | 歌·頌（陳奕迅）            |
| 6/19/32/45  | Lucky Star（容祖兒） | 他的故事（張敬軒）         | 舉高隻手（農夫）           | 與蝶同眠（容祖兒）         |
| 7/20/33/46  | 紅地氈（側田）       | 韻律泳（何韻詩）           | 跑步機上（容祖兒）         | 紅顏知己（蘇永康）         |
| 8/21/34/47  | Love Song（方大同）  | 年年有今日（古巨基）       | 我來自火星（王菀之）       | 只要和你在一起（孫耀威）   |
| 9/22/35/48  | 大開色界（劉美君）   | 有你的快樂（王若琳）       | 啦啦誇啦啦（楊千嬅）       | 青山黛瑪（何韻詩）         |
| 10/23/36/49 | 日出而作（農夫）     | 神啊！求求讓我睡（劉浩龍） | 櫻花樹下（張敬軒）         | 撈月亮的人（楊千嬅）       |
| 11/24/37/50 | 傻婆（林海峰）       | 他的結他（黃家強）         | ABC（MC Jin）              | 循環線（張繼聰）           |
| 12/25/38/51 | 象鼻尾貓（林一峰）   | 一晚長大（劉德華）         | 四面楚歌（關楚耀、謝安琪） | 暫借問（吳雨霏）           |
| 13/26/39/52 | 差不多先生（EO2）    | 17度（謝安琪）             | 下次再見（古巨基）         | 今夕是何年（李克勤）       |

### 2009年
| 週數        | 第一季                           | 第二季                         | 第三季                    | 第四季                   |
| ----------- | -------------------------------- | ------------------------------ | ------------------------- | ------------------------ |
| 1/14/27/40  | 富甲天下（農夫）                 | 披星戴月（張敬軒）             | B.O.K（側田）             | 一撇（泳兒）             |
| 2/15/28/41  | 如果愛（方大同）                 | 人愛世人（草蜢）               | 讀愛（譚詠麟）            | 窮得只有愛（at17）       |
| 3/16/29/42  | 黑色禮服（蘇永康）               | 別說話（Dear Jane）            | 顧家（I Love You Boyz）   | 地球很危險（古巨基）     |
| 4/17/30/43  | 美空雲雀（何韻詩）               | 七百年後（陳奕迅）             | Red Bean (紅豆)（方大同） | 月亮說（王菀之）         |
| 5/18/31/44  | 甜蜜蜜（薛凱琪）                 | 以你為榮（古巨基）             | 永和號（張繼聰）          | 給自己的信（鍾舒漫）     |
| 6/19/32/45  | Allegro, Opus 3.3 a.m.（陳奕迅） | 年度之歌（謝安琪）             | 我有貨（Swing）           | 罪與罰（鄭秀文、廿四味） |
| 7/20/33/46  | 你傷風我感冒（許志安）           | 搜神記（容祖兒）               | 地盡頭（關淑怡）          | Yes & No（張敬軒）       |
| 8/21/34/47  | 歡天喜地（農夫）                 | 阿波羅（RubberBand）           | Here We Are（吳雨霏）     | 娛樂圈殺人事件（農夫）   |
| 9/22/35/48  | 亡命之徒（Super Band 縱貫線）    | I Will Be Loving You（陳柏宇） | 真命天子（楊千嬅）        | 發現號（RubberBand）     |
| 10/23/36/49 | 祝英台（謝安琪）                 | 報告總司令（周柏豪）           | 舊約（何韻詩）            | 原來過得很快樂（楊千嬅） |
| 11/24/37/50 | 二缺一（蔡卓妍）                 | 相對論（張敬軒）               | 叮叮車（薛凱琪）          | 雙冠軍（容祖兒）         |
| 12/25/38/51 | 無言無語（側田）                 | 搖擺（Mr.）                    | 弱水三千（麥浚龍）        | 小團圓（王菀之）         |
| 13/26/39/52 | 不呼不吸幾多秒（薛凱琪）         | 沙龍（陳奕迅）                 | 你瞞我瞞（陳柏宇）        | 妮歌（何韻詩）           |

### 2010年
| 週數        | 第一季                      | 第二季                   | 第三季                   | 第四季                              |
| ----------- | --------------------------- | ------------------------ | ------------------------ | ----------------------------------- |
| 1/14/27/40  | 活著（謝安琪）              | 異流（方皓玟）           | 飲酒思源（楊千嬅）       | 講男講女（陳奕迅、露雲娜）          |
| 2/15/28/41  | 人生有幾個十年（古巨基）    | Double Trouble（张学友） | 細街盃（RubberBand）     | SimpleLoveSong（RubberBand）        |
| 3/16/29/42  | Big Four（Big Four）        | 如果生命還有歌（孫耀威） | 無如果（Swing）          | Water of Love（鄭秀文）             |
| 4/17/30/43  | 寂寞嘍囉（李克勤）          | 眠眠（農夫）             | 中學生應該談戀愛（野仔） | 破相（容祖兒）                      |
| 5/18/31/44  | 無人之境（陳奕迅）          | 茶想曲（張敬軒）         | 罪人（李克勤）           | 脆弱（謝安琪）                      |
| 6/19/32/45  | 玩樂（方大同）              | 心甜（鄧麗欣）           | 金鐘罩（許志安）         | 有時（周國賢）                      |
| 7/20/33/46  | 黑色狂迷（Mr.）             | 開籠雀（王菀之）         | 乞丐王子（周柏豪）       | 別怕失去（陳柏宇）                  |
| 8/21/34/47  | I Believe U Can Fly（農夫） | 心足（王梓軒）           | 時代（古巨基）           | Deadline（張敬軒）                  |
| 9/22/35/48  | 桃色冒險（容祖兒）          | 獨男（古巨基）           | 車路士的男孩（黃耀明）   | 忘了．忘不了（許志安）              |
| 10/23/36/49 | 迷你（张学友）              | 一絲不掛（陳奕迅）       | 詩與胡說（何韻詩）       | Go（譚詠麟、Mr.）                   |
| 11/24/37/50 | 藝妓回憶錄（謝安琪）        | 超人不會飛（周杰倫）     | 字花（薛凱琪）           | I Don't Wanna Say Goodbye（劉德華） |
| 12/25/38/51 | 十二個音（张学友）          | Rap Along Song（農夫）   | Woooh（林海峰）          | Get Over You（G.E.M.）              |
| 13/26/39/52 | 陀飛輪（陳奕迅）            | 亂世佳人（張繼聰）       | 斗零踭（楊千嬅）         | 我係我（楊千嬅）                    |

### 2011年
| 週數        | 第一季                 | 第二季                 | 第三季                        | 第四季                   |
| ----------- | ---------------------- | ---------------------- | ----------------------------- | ------------------------ |
| 1/14/27/40  | 空港（容祖兒）         | 因為你（方大同）       | Can't Bring Me Down（黃貫中） | 瑪莉殺死小綿羊（張繼聰） |
| 2/15/28/41  | 永遠愛不完（郭富城）   | 雞蛋愛石頭（吳雨霏）   | 懶音哥（梁漢文）              | 由他去（官恩娜）         |
| 3/16/29/42  | 再見（謝安琪）         | 唇印（薛凱琪）         | 最後派對（陳奕迅）            | 花千樹（容祖兒）         |
| 4/17/30/43  | 戀後感（古巨基）       | 樂天女孩（C AllStar）  | 兩大無猜（Mr.）               | 那些年（胡夏）           |
| 5/18/31/44  | In The End（何韻詩）   | Kiss Kiss Kiss（鄭融） | 末日（王菀之）                | 孔明燈（李克勤）         |
| 6/19/32/45  | 樂壇風雲（溫拿）       | 雀斑（盧凱彤）         | 天河（李克勤）                | 我本人（吳雨霏）         |
| 7/20/33/46  | Tonight Tonight（Mr.） | 六月飛霜（陳奕迅）     | 十二月二十（謝安琪）          | 癡情司（何韻詩）         |
| 8/21/34/47  | 年年（蔡卓妍）         | 出走（許廷鏗）         | 陽光燦爛的日子（周國賢）      | 你們的幸福（謝安琪）     |
| 9/22/35/48  | 三分拍（张学友）       | 窮我一生（古巨基）     | 火鳥（楊千嬅）                | 水百合（王菀之）         |
| 10/23/36/49 | 苦瓜（陳奕迅）         | 好不容易（方大同）     | Rising Star（Dear Jane）      | 牆紙（容祖兒）           |
| 11/24/37/50 | 後援（周柏豪）         | Smiley Face（周柏豪）  | 玩得開心啲（林海峰）          | 藍寶（盧廣仲）           |
| 12/25/38/51 | 安多芬與我（林海峰）   | 那誰（蘇永康）         | 全民合拍（農夫）              | 那邊見（Swing）          |
| 13/26/39/52 | Take It（鍾舒漫）      | 廢話會（野仔）         | 一再問究竟（梁漢文）          | 神奇化妝師（陳奕迅）     |
| 53          |                        |                        |                               | 一個人回家（盧凱彤）     |

### 2012年
| 週數        | 第一季                 | 第二季                       | 第三季                     | 第四季                       |
| ----------- | ---------------------- | ---------------------------- | -------------------------- | ---------------------------- |
| 1/14/27/40  | 你在煩惱什麼（蘇打綠） | 昨天（Mr.）                  | What Have U Done（G.E.M.） | 告別我的戀人們（古巨基）     |
| 2/15/28/41  | 大男人情歌（梁漢文）   | 柚子（I Love You Boyz）      | 愛你（陳芳語）             | 千紙鶴（方大同）             |
| 3/16/29/42  | 人一世物一世（Mr.）    | 最冷一天（陳奕迅）           | 活著為求甚麼（李克勤）     | 為執著乾杯（藍奕邦）         |
| 4/17/30/43  | 花花（何韻詩）         | Falling（Gin Lee）           | 重口味（陳奕迅）           | 無淚眼（林憶蓮）             |
| 5/18/31/44  | 下次愛你（王菀之）     | Yellow Fever（Dear Jane）    | BB88（方大同）             | 山頂嘅朋友（草蜢、軟硬天師） |
| 6/19/32/45  | 卡嚓（盧凱彤）         | 樹藤（林欣彤）               | 戀無可戀（古巨基）         | 加大力度（容祖兒）           |
| 7/20/33/46  | 說到愛（蔡健雅）       | All You Need Is Me（薛凱琪） | 第一行（草蜢、軟硬天師）   | 正氣歌（梁漢文）             |
| 8/21/34/47  | 想一個人（洪卓立）     | 爛命鴛鴦（劉浩龍）           | Wanna Be（林二汶）         | 一首歌（小肥）               |
| 9/22/35/48  | 佔領（關楚耀）         | 同伴（農夫）                 | 重新找到你（農夫）         | 時空（周國賢）               |
| 10/23/36/49 | 鎖骨（麥浚龍、關淑怡） | 心照不宣（許志安）           | 狠狠（吳雨霏）             | 留白（王菀之）               |
| 11/24/37/50 | 9:55pm（薛凱琪）       | 正好（容祖兒）               | 睡火山（許志安）           | 無力挽回（周柏豪）           |
| 12/25/38/51 | 一點光（譚詠麟）       | 紅黑紅紅黑（黃貫中）         | 斬立決（周柏豪）           | 冷笑話（薛凱琪）             |
| 13/26/39/52 | Easy（RubberBand）     | 睜開眼（RubberBand）         | 我是個地球人（周國賢）     | 雙子情歌（羅力威、容祖兒）   |

### 2013年
| 週數        | 第一季                                         | 第二季                  | 第三季                   | 第四季                     |
| ----------- | ---------------------------------------------- | ----------------------- | ------------------------ | -------------------------- |
| 1/14/27/40  | 過後（Supper Moment）                          | Hate Me（MastaMic）     | 盲愛（劉德華、鄭秀文）   | 世界劇團（馮允謙）         |
| 2/15/28/41  | 方向感（Mr.）                                  | 青春頌（許廷鏗）        | 主旋律（陳奕迅）         | 玫瑰的故事（Gin Lee）      |
| 3/16/29/42  | 校園歌手（盧廣仲）                             | 青春頌（許廷鏗）        | 逗陣兄弟（陶喆）         | 無盡（Supper Moment）      |
| 4/17/30/43  | The Present（吳雨霏）                          | So In Love（官恩娜）    | 你倫敦．我紐約（藍奕邦） | 趣味人生（譚詠麟）         |
| 5/18/31/44  | So Hot（陳慧琳）                               | 音樂殖民地（C AllStar） | 情人甲（許志安）         | 半邊生命（梁漢文）         |
| 6/19/32/45  | 明明就（周杰倫）                               | Thank You（雷頌德）     | 我的宣言（周柏豪）       | 小日子（容祖兒）           |
| 7/20/33/46  | 皇后餐廳（王菀之）                             | 餘生一起過（劉德華）    | 囂張（盧凱彤）           | 遠在咫尺（陳奕迅）         |
| 8/21/34/47  | Imperfect（周柏豪）                            | 身邊人（陳柏宇）        | 天窗（容祖兒）           | 是時候（RubberBand）       |
| 9/22/35/48  | 一首情歌（Mr.）                                | 說一句（連詩雅）        | 上面話OK!（Yellow!）     | 紙牌屋（李克勤）           |
| 10/23/36/49 | 陶瓷娃娃（Robynn & Kendy）                     | 最好的時刻（謝安琪）    | 任我行（陳奕迅）         | La La La（Robynn & Kendy） |
| 11/24/37/50 | 夜機（張敬軒）                                 | 好好（黃家強）          | 任我行（陳奕迅）         | 愛我便說愛我吧（何韻詩）   |
| 12/25/38/51 | 皮外傷（陳慧琳）                               | 周末畫報（薛凱琪）      | 非凡人生（鄭融）         | 生我的命（吳雨霏）         |
| 13/26/39/52 | The Science of Crying (眼淚教我的事)（何韻詩） | 另眼相看（容祖兒）      | 今夜煙花燦爛（吳雨霏）   | 嘻哈（軟硬天師）           |

### 2014年
| 週數        | 第一季                         | 第二季                   | 第三季                   | 第四季                   |
| ----------- | ------------------------------ | ------------------------ | ------------------------ | ------------------------ |
| 1/14/27/40  | 荒漠甘泉（鄭秀文）             | 你最好（王梓軒）         | 好時辰（王菀之）         | 最後最後（薛凱琪）       |
| 2/15/28/41  | 宮若梅（薛凱琪）               | 天堂有路（王菀之）       | 特別的人（方大同）       | 共勉之（官恩娜）         |
| 3/16/29/42  | 愛最大（謝霆鋒、廿四味）       | We Are One（RubberBand） | 弗洛蒙（薛凱琪）         | 分手總約在雨天（方皓玟） |
| 4/17/30/43  | 誰（洪卓立）                   | Lonely（陳慧嫻）         | 青春常駐（張敬軒）       | 我好想你（馮允謙）       |
| 5/18/31/44  | 整蠱電話（軟硬天師）           | 娛樂天空（陳奕迅）       | 無朋友（李克勤）         | 新天地（許志安）         |
| 6/19/32/45  | 太平山下（黃耀明）             | Stand Up（Dear Jane）    | 流淚行勝利道（許志安）   | 戀人（藍奕邦）           |
| 7/20/33/46  | 同行（周柏豪）                 | 來生舞（楊千嬅）         | 勢不兩立（謝安琪）       | 天然呆（容祖兒）         |
| 8/21/34/47  | 成長說明書（RubberBand）       | 影子舞（杜德偉）         | 食物鏈（林欣彤）         | 豔羨（吳雨霏）           |
| 9/22/35/48  | 愛情也有生命（古巨基、容祖兒） | 錯過你（衛蘭）           | Bang Bang Bang（鄭秀文） | 用餘生去愛（張學友）     |
| 10/23/36/49 | 流浪者之歌（陳綺貞）           | 留不低（吳雨霏）         | 致少年時代（古巨基）     | 獨家村（謝安琪）         |
| 11/24/37/50 | 時日如飛（C AllStar）          | Do You Love Me（林二汶） | 可以了（陳奕迅）         | 樂觀（容祖兒）           |
| 12/25/38/51 | 獨活（洪卓立）                 | 你給我聽好（陳奕迅）     | 自由意志（周柏豪）       | 好不容易遇見愛（楊千嬅） |
| 13/26/39/52 | 危險世界（方大同）             | 高山低谷（林奕匡）       | 一（AGA）                | 樂觀（容祖兒）           |

### 2015年
| 週數        | 第一季                   | 第二季                              | 第三季                           | 第四季                            |
| ----------- | ------------------------ | ----------------------------------- | -------------------------------- | --------------------------------- |
| 1/14/27/40  | SS14（鍾舒漫、鍾舒祺）   | 煙花非花（CF@C AllStar、鍾鎮濤）    | 無條件（陳奕迅）                 | 其後（陳慧琳）                    |
| 2/15/28/41  | 水星逆行（連詩雅）       | 落俗（李榮浩）                      | 瑕疵（麥浚龍、莫文蔚）           | 我們都不是無辜的（周國賢）        |
| 3/16/29/42  | 我們他們（王菀之）       | 飛吧！獨角仙（小塵埃 Feat. 湯駿業） | 咖啡因眼淚（Dear Jane）          | 一拍即愛（Super Girls）           |
| 4/17/30/43  | 戒心（鄧麗欣）           | 我敢愛（吳雨霏）                    | 找到你是我最偉大的成功（古巨基） | 廿九歲的遺書（盧凱彤）            |
| 5/18/31/44  | 頌讚詩（林奕匡）         | 百年不合（周柏豪）                  | 幸福之歌（Supper Moment）        | 挾持（RubberBand）                |
| 6/19/32/45  | 一千個假想結局（吳雨霏） | 你的秀（許志安）                    | 羅生門（麥浚龍、謝安琪）         | 人生馬拉松（陳奕迅）              |
| 7/20/33/46  | 肋骨（周慧敏）           | 我們都是這樣長大的（林欣彤）        | 所有下雨天（薛凱琪）             | 安徒生的錯（林奕匡）              |
| 8/21/34/47  | 銀河歲月（譚詠麟）       | 煩擾中起舞（Supper Moment）         | 逾越生死（C AllStar）            | 黃昏點唱機（容祖兒 Feat. 林海峰） |
| 9/22/35/48  | Three Two One（側田）    | 一路走來（梁漢文）                  | 小手術（王菀之）                 | 小俠（王菀之）                    |
| 10/23/36/49 | 這麼近那麼遠（容祖兒）   | 天色很暗（盧凱彤）                  | 起點·終站（陳奕迅）              | 我與你（古巨基）                  |
| 11/24/37/50 | 最好的債（楊千嬅）       | 邊城（Mr.）                         | 世界真細小（李克勤、容祖兒）     | 天下大亂（周柏豪）                |
| 12/25/38/51 | 我醒著做夢（张学友）     | 回眸一笑（陳柏宇）                  | 找對的人（張敬軒）               | 香女人（謝安琪）                  |
| 13/26/39/52 | 念念不忘（麥浚龍）       | 你最重要（李克勤）                  | 少年遊記（洪卓立）               | 過客別墅（張敬軒）                |

### 2016年
| 週數        | 第一季                                     | 第二季                    | 第三季                           | 第四季                         |
| ----------- | ------------------------------------------ | ------------------------- | -------------------------------- | ------------------------------ |
| 1/14/27/40  | 阿樂（許廷鏗）                             | Show Me（林峯）           | 一定要相信自己（盧廣仲）         | 十年後的我（薛凱琪）           |
| 2/15/28/41  | 矛盾一生（JW）                             | 山林道（謝安琪）          | 無人知道雙子座（容祖兒）         | 四季（陳奕迅）                 |
| 3/16/29/42  | 七百萬種樂與怒（Dear Jane）                | 生於斯（C AllStar）       | 有事發生（Super Girls）          | 一個都不能少（李克勤）         |
| 4/17/30/43  | 分手是常識吧（鄭欣宜 Feat. Supper Moment） | 完美（草蜢）              | 自由飛翔（JW）                   | 四季（陳奕迅）                 |
| 5/18/31/44  | 夜幕天星（C AllStar）                      | 原諒我（劉德華）          | 犀利（鄭秀文）                   | 超猛（草蜢）                   |
| 6/19/32/45  | 你是你本身的傳奇（方皓玟）                 | 四不像（泳兒）            | 羅賓（張敬軒）                   | 卜卜卜（小塵埃）               |
| 7/20/33/46  | 慶幸一起（溫拿）                           | 廣東歌（林海峰）          | 終於好天氣（方皓玟、RubberBand） | 友誼的小船（張敬軒、王菀之）   |
| 8/21/34/47  | 告別之前（陳柏宇）                         | 月球下的人（Gin Lee）     | 我的志願（許廷鏗）               | 非安全地帶（許志安）           |
| 9/22/35/48  | 雙雙（Gin Lee）                            | 穿花蝴蝶（衛蘭）          | B面第一首（梁詠琪）              | 不同班同學（張敬軒）           |
| 10/23/36/49 | 舊街角（連詩雅）                           | 痛（洪卓立）              | 愛情小品（林奕匡）               | 經過一些秋與冬（Dear Jane）    |
| 11/24/37/50 | 大吟釀（KOLOR）                            | 百姓（吳業坤）            | 鴛鴦襪（容祖兒）                 | 還不夠遠（盧凱彤）             |
| 12/25/38/51 | 多少年（JW）                               | 女神（鄭欣宜）            | 今生不回家（周國賢）             | 銀髮白（林二汶、岑寧兒）       |
| 13/26/39/52 | 我好得閒（容祖兒）                         | 專業失戀30年（C AllStar） | 聲音騷了（C AllStar）            | 沒有你，我甚麼都不是（陳柏宇） |
| 53          |                                            |                           |                                  | 飛天（RubberBand）             |

### 2017年
| 週數        | 第一季                   | 第二季                         | 第三季                          | 第四季                       |
| ----------- | ------------------------ | ------------------------------ | ------------------------------- | ---------------------------- |
| 1/14/27/40  | 還要去過生活（方皓玟）   | 近在千里（周柏豪 Feat. 衛 蘭） | 流淚的怪獸（蔡一傑）            | 有淚多好 （林奕匡）          |
| 2/15/28/41  | 靈魂道（許志安）         | C3PO（李克勤）                 | 行屍走肉（陳柏宇）              | 脫軌時刻（RubberBand）       |
| 3/16/29/42  | 賣空氣的人（盧凱彤）     | 冥想練習（許志安）             | 一格格（衛蘭）                  | Wonder Woman（楊千嬅）       |
| 4/17/30/43  | 幸福止痛（側田）         | 帶著骨灰去旅行（洪卓立）       | 披風（陳奕迅）                  | 磚頭（陳柏宇）               |
| 5/18/31/44  | 羽毛鱗刺（Dear Jane）    | 天敵（衛蘭）                   | 根（許廷鏗 Feat. 2868）         | 你帶著我的青春離去（JW）     |
| 6/19/32/45  | 難得一遇（林奕匡）       | 說再見了吧（Supper Moment）    | 愛不曾遺忘任何人（王菀之）      | Girls Girls Girls（at17）    |
| 7/20/33/46  | 一刻戀上（C AllStar）    | 空姐（Gin Lee）                | 安全感（JW）                    | 神奇之旅（許廷鏗）           |
| 8/21/34/47  | 最好時光（容祖兒）       | Common Sense（方皓玟）         | 失魂記（李克勤）                | 無神論（J. Arie）            |
| 9/22/35/48  | 靈魂獨舞（符致逸）       | 突然一生人（王菀之）           | 和每天講再見（Gin Lee）         | 隨風而來 隨風而去（Gin Lee） |
| 10/23/36/49 | 山河故人（RubberBand）   | 3AM （AGA）                    | Come With Me（吳雨霏 Feat. AF） | 大丈夫（Supper Moment）      |
| 11/24/37/50 | 負攝石（Robynn & Kendy） | 翻牆（盧凱彤）                 | 傷心到變形（吳業坤）            | 龍鬚糖（李克勤）             |
| 12/25/38/51 | 長相廝守 （ToNick）      | 不經不覺（側田）               | 靈感床（Supper Moment）         | 之外（陳奕迅）               |
| 13/26/39/52 | 1+4=14 （達明一派）      | 小碎步（鍾舒漫）               | 男藍（蔡一傑、許志安）          | 閱後即焚（陳柏宇）           |

### 2018年
| 週數        | 第一季                                      | 第二季                             | 第三季                            | 第四季                             |
| ----------- | ------------------------------------------- | ---------------------------------- | --------------------------------- | ---------------------------------- |
| 1/14/27/40  | Nights Without You（AGA）                   | 尾站天國（陳慧琳）                 | 小問題（AGA）                     | 寧願當初不相見（Dear Jane）        |
| 2/15/28/41  | 世界對我們（Robynn & Kendy）                | 凱旋門（吳業坤）                   | 天才兒童1985（張敬軒）            | 勇悍·17（麥浚龍）                  |
| 3/16/29/42  | Remember Me（許志安）                       | 忍（林欣彤）                       | 橡筋（周國賢）                    | 停半分鐘聽一闋歌（許廷鏗）         |
| 4/17/30/43  | 草原（林奕匡）                              | 演員的自我修養（許廷鏗）           | 深化危機（Dear Jane）             | 愛情是一種法國甜品（林二汶）       |
| 5/18/31/44  | 死不了的（鄭融）                            | 城市當代配樂團（RubberBand）       | 月亮不代表我的心（梁釗峰）        | 可一可再（Eason and the Duo Band） |
| 6/19/32/45  | 初心（古巨基）                              | 未來紀念館（Robynn & Kendy）       | 人妻的偽術（謝安琪）              | 未來見（RubberBand）               |
| 7/20/33/46  | 風塵三俠（小肥 feat. 側田、6號@RubberBand） | Yeah（林二汶）                     | 一世同學（林奕匡）                | My Love（劉德華）                  |
| 8/21/34/47  | 有火（謝霆鋒）                              | 黑彩虹（鄭欣宜）                   | 漸漸（陳奕迅）                    | 一個女人和浴室（謝安琪）           |
| 9/22/35/48  | 和好（鄧小巧）                              | 慢慢喜歡你（莫文蔚）               | 心之科學（容祖兒）                | 認真如初（陳柏宇）                 |
| 10/23/36/49 | 缺（張敬軒）                                | Run Away（陳蕾 feat. Jan Curious） | 沉默的士高（王菀之）              | 錢七（周國賢）                     |
| 11/24/37/50 | 很堅強（Gin Lee）                           | 男人背後（周柏豪）                 | 主宰（JW）                        | 老少平安（周柏豪）                 |
| 12/25/38/51 | 章魚黑洞（Josie & the Uni Boys）            | 單身狗（李克勤）                   | Creo en Mi（鄭秀文 feat. 王嘉爾） | To Whom（Supper Moment）           |
| 13/26/39/52 | 無期（AGA）                                 | 自我感覺還好（Gin Lee）            | 潛水（張敬軒）                    | 百年樹木（張敬軒）                 |

### 2019年
| 週數        | 第一季                         | 第二季                       | 第三季                       | 第四季                        |
| ----------- | ------------------------------ | ---------------------------- | ---------------------------- | ----------------------------- |
| 1/14/27/40  | 青空（謝霆鋒）                 | 致旅途中的我（Nowhere Boys） | 玫瑰式體驗（林欣彤）         | 妖治時代（陳蕾）              |
| 2/15/28/41  | 身體語言（Dear Jane）          | 喪標的最後一夜（艾粒）       | 空手而來（張敬軒）           | 說好不哭（周杰倫、阿信）      |
| 3/16/29/42  | 殘缺的彩虹（陳綺貞）           | 無憾的生存（Dear Jane）      | 孤獨門口（Gin Lee）          | 感情寄生族（張敬軒）          |
| 4/17/30/43  | 沙文（林憶蓮）                 | 雲吞（鄧小巧）               | 精神餵飼（鄧小巧）           | 最後的信仰（林二汶）          |
| 5/18/31/44  | 我們萬歲（陳奕迅）             | 13樓的大笨象（鄭融）         | 我今朝有啲唔舒服（林海峰）   | 七折（陳柏宇）                |
| 6/19/32/45  | 生活還欠你甚麼（新青年理髮廳） | 寂寞就如（麥浚龍）           | Dream My Dreams（黃淑蔓）    | 望（方皓玟）                  |
| 7/20/33/46  | 扮哂巨星（艾粒）               | Pretty Crazy（容祖兒）       | 金草莓（陳柏宇）             | 我們與愛的距離（許廷鏗）      |
| 8/21/34/47  | 一吻穿越四十六億歲（陳健安）   | 細說。叫喊（Mr.）            | 5:59pm（恭碩良、岑寧兒）     | Two at a Time（AGA）          |
| 9/22/35/48  | 一種永遠（容祖兒）             | 完全變態（側田）             | 救命歌（鄭欣宜）             | 重讀興趣班（林奕匡）          |
| 10/23/36/49 | 亂世情侶（古巨基）             | 初老（Kolor）                | 我們都是這樣長大的（鄭秀文） | 喘息空間（Gin Lee）           |
| 11/24/37/50 | 偽人（許廷鏗）                 | 所以我愛（衛蘭）             | 偷情的禮儀（謝安琪）         | 28天（梁釗峰）                |
| 12/25/38/51 | 塑造（謝霆鋒 feat. 王嘉爾）    | 孤島人（RubberBand）         | 2084（Dear Jane）            | 一秒（林欣彤）                |
| 13/26/39/52 | 下一位前度（林家謙）           | Tonight（AGA）               | 活多一次（側田）             | 忘記和記（麥浚龍 feat. 黎明） |

### 2020年
| 週數        | 第一季                   | 第二季                   | 第三季                       | 第四季                             |
| ----------- | ------------------------ | ------------------------ | ---------------------------- | ---------------------------------- |
| 1/14/27/40  | 平安夜（梁詠琪）         | 日光（梁釗峰、陳仕燊）   | 呼吸有害（莫文蔚）           | Ignited（MIRROR）                  |
| 2/15/28/41  | 我們的基因（謝安琪）     | Mad（AGA）               | 牆身有裂（黃妍）             | 再聚（林二汶）                     |
| 3/16/29/42  | Reflection（MIRROR）     | 正式開始（陳卓賢）       | 天生二品（陳凱詠）           | 迴光物語（柳應廷）                 |
| 4/17/30/43  | 漫長（RubberBand）       | 碧玉（王菀之）           | 人間有愛（R.O.O.T）          | 我在切爾諾貝爾 等你（麥浚龍）      |
| 5/18/31/44  | 黑方格（林奕匡）         | 孤獨的對岸（林奕匡）     | 顧家(已婚版)（黎明）         | 致明日的舞（陳奕迅）               |
| 6/19/32/45  | Bounce Back（SoulJase）  | 低半度（衛蘭）           | 細路強勁舞（艾粒）           | 粉碎糖果屋（per se feat. Serrini） |
| 7/20/33/46  | 愛斯基摩人之吻（馮允謙） | 再度（謝安琪）           | All We Have Is Now（方皓玟） | 劫後餘生（周柏豪）                 |
| 8/21/34/47  | 未知道（陳健安）         | Ripboy（郭偉亮）         | 娑婆（陳蕾）                 | 溝渠暢泳（泳兒）                   |
| 9/22/35/48  | 玩具成熟時（吳業坤）     | 銀河修理員（Dear Jane）  | Negative（許廷鏗）           | 感情這回事（陳柏宇）               |
| 10/23/36/49 | 善良（謝霆鋒）           | 開始倒數（馮允謙）       | 格林童話（李克勤）           | 美男子與香煙（Gin Lee）            |
| 11/24/37/50 | 我說不可以（洪嘉豪）     | 一人之境（林家謙）       | See you next time（AGA）     | So called love song（AGA）         |
| 12/25/38/51 | 附近的人（Yellow!）      | First Date（RubberBand） | 哀的美敦書（Dear Jane）      | 最後一間唱片舖（Dear Jane）        |
| 13/26/39/52 | 零分（曾若華）           | 無力感（許廷鏗）         | 地球來的人（馮允謙）         | 暫定（關智斌）                     |

### 2021年
| 週數        | 第一季                       | 第二季                          | 第三季                    | 第四季                     |
| ----------- | ---------------------------- | ------------------------------- | ------------------------- | -------------------------- |
| 1/14/27/40  | 小夜燈（鄭欣宜）             | 俏郎君（張敬軒）                | It’s Ok To Be Sad（衛蘭） | Dear My Friend,（姜濤）    |
| 2/15/28/41  | 每道微小（RubberBand）       | 集合吧！地球保衛隊（C AllStar） | 思念即地獄（馮允謙）      | 風的形狀（岑寧兒）         |
| 3/16/29/42  | 奇妙事不斷有（艾粒）         | 時間的囚犯（林奕匡）            | I Wish（陳凱詠）          | 難道喜歡處女座（林家謙）   |
| 4/17/30/43  | 我心中尚未崩壞的部分（黃妍） | The Pink Room（王菀之）         | 先哭為敬（鄭欣宜）        | 今天不營業（胡鴻鈞）       |
| 5/18/31/44  | 時光倒流一句話（林家謙）     | @princejoyce（鄭欣宜）          | 反對無效（張天賦）        | 荊棘海（泳兒）             |
| 6/19/32/45  | 東京人壽（容祖兒）           | Master Class（姜濤）            | 離不開（謝安琪）          | 人類不宜飛行（Dear Jane）  |
| 7/20/33/46  | 東京人壽（容祖兒）           | WARRIOR（MIRROR）               | 深夜浪漫（張蔓姿）        | 理性與任性之間（AGA）      |
| 8/21/34/47  | 無名指的勇氣（林欣彤）       | WARRIOR（MIRROR）               | 純白（陳柏宇）            | 關於愛的碎念（林奕匡）     |
| 9/22/35/48  | 是但求其愛（陳奕迅）         | 狂人日記（柳應廷）              | BOSS（MIRROR）            | 石山派（石山街）           |
| 10/23/36/49 | 哥本哈根的另一個我（薛凱琪） | 神奇的糊塗魔藥（林家謙）        | UNCLE（林海峰）           | 小島（鄧小巧）             |
| 11/24/37/50 | 我不如（曾比特）             | 萬物有時（鄭秀文）              | Ciao（RubberBand）        | Megahit （盧瀚霆）         |
| 12/25/38/51 | E先生 連環不幸事件（呂爵安） | 留下來的人（C AllStar）         | 砂之器（柳應廷）          | 佛系人生（許廷鏗）         |
| 13/26/39/52 | 多喝水（鄭融）               | Sweet Escape（張敬軒）          | Better（Tyson Yoshi）     | 未見過世面的招積（謝安琪） |

### 2022年
| 週數        | 第一季                     | 第二季                       | 第三季                       | 第四季                        |
| ----------- | -------------------------- | ---------------------------- | ---------------------------- | ----------------------------- |
| 1/14/27/40  | On My Way（張敬軒）        | 我也難過的（吳林峰、謝芊彤） | 早上37.2度（泳兒）           | FF（JW）                      |
| 2/15/28/41  | 勁浪漫 超溫馨（Gareth T.） | Tomorrow（AGA）              | Freakin' Nightmare（馮允謙） | 下流社會（陳蕾）              |
| 3/16/29/42  | 難道我還未夠難（葉巧琳）   | 報復式浪漫（馮允謙）         | 小心地滑（張天賦）           | Glitterfalls（鄭欣宜）        |
| 4/17/30/43  | 好好地過（RubberBand）     | 世界與你無關（陳蕾）         | 世界以痛吻我而我歌唱（黃妍） | 人與人之間（許志安）          |
| 5/18/31/44  | 在空中的這一秒（林家謙）   | 留一天與你喘息（陳卓賢）     | 我地（鄭欣宜）               | One Way（艾粒）               |
| 6/19/32/45  | 團圓說（謝安琪）           | Mr. Stranger（盧瀚霆）       | 飄流教室（古巨基、呂爵安）   | 邊一個發明了Encore（林家謙）  |
| 7/20/33/46  | 組合（艾粒）               | 某種老朋友（林家謙）         | 夏之風物詩（林家謙）         | 笑住喊（Gareth T.）           |
| 8/21/34/47  | AUNTIE（林海峰）           | 世間始終你好（林海峰）       | 邊個話你醜?（艾粒）          | 亻言（許廷鏗）                |
| 9/22/35/48  | Dear Mama（Fatboy）        | 豐乳肥臀（鄭欣宜）           | 蛋撻（林海峰）               | 樹仔（Serrini）               |
| 10/23/36/49 | Call My Name!（COLLAR）    | HW1（方皓玟）                | OFF/ON（COLLAR）             | 有天（陳柏宇）                |
| 11/24/37/50 | 有我（陳柏宇）             | 作品的說話（姜濤）           | Distance（陳卓賢）           | 到底發生過甚麼事（Dear Jane） |
| 12/25/38/51 | 鏡中鏡（姜濤）             | 賽勒斯的愛（張敬軒）         | 污糟兒（洪嘉豪）             | 地球上的最後一朵花（陳卓賢）  |
| 13/26/39/52 | Little Miss Janice（衛蘭） | Innerspace（MIRROR）         | 憶年（謝安琪）               | We All Are（MIRROR）          |
| 53          |                            |                              |                              | 人啊人（陳奕迅）              |

### 2023年
| 週數        | 第一季                   | 第二季                               | 第三季                                   | 第四季                      |
| ----------- | ------------------------ | ------------------------------------ | ---------------------------------------- | --------------------------- |
| 1/14/27/40  | 氣流（雲浩影 feat. AF）  | 戀人日常(的直線抽擊)（RubberBand）   | JM單身9（柳應廷）                        | 不如散步（RubberBand）      |
| 2/15/28/41  | 重要嘅嘢講三次（林海峰） | 塵大師（陳奕迅）                     | 第二人格（MC張天賦）                     | 濤（姜濤）                  |
| 3/16/29/42  | Never Come Back（ERROR） | *~Silencio…Shh（邱彥筒）             | 令人期待的下集預告（陳柏宇）             | 收到收到（馮允謙）          |
| 4/17/30/43  | 世一（MC張天賦）         | MONEY（合唱版）（盧瀚霆、Dear Jane） | 時間管理大師（Dear Jane）                | 浮床（Dear Jane）           |
| 5/18/31/44  | 至少還有你取暖（梁釗峰） | CLOSER（李駿傑）                     | 一把火（Lolly Talk）                     | 仍然是那個少年（陳健安）    |
| 6/19/32/45  | 塚。愛（Fatboy）         | 安全距離（Pandora）                  | 尋找隱世巨聲（馮允謙 Feat. Young Hysan） | 日常事故劇場（陳柏宇）      |
| 7/20/33/46  | 仍然未說的（艾粒）       | MIZU（AGA）                          | 路仍長（雷同二友）                       | 流離者的海（林家謙）        |
| 8/21/34/47  | 第一個迷（魏浚笙）       | 歧義種子（Kiri T）                   | 浪漫殺死巨蟹座（盧瀚霆）                 | 仍在（陳卓賢）              |
| 9/22/35/48  | 再見 寧靜海（陳卓賢）    | 繼續繼續（陳健安）                   | E先生 愛人執照（呂爵安）                 | Speak Love（COLLAR）        |
| 10/23/36/49 | 七姊妹星團（Lolly Talk） | 抱抱無尾熊（陳卓賢）                 | 怪我只敢做好人（林家謙）                 | Catch a Vibe（MIRROR）      |
| 11/24/37/50 | 一人傍晚藝術館（陳柏宇） | 伸縮自如的愛（陳蕾）                 | 不冷淡不熱情（Serrini）                  | 社交恐懼癌（陳奕迅）        |
| 12/25/38/51 | Dum Dum（Gin Lee）       | 致我們的夢想（鄭秀文 Feat. 魏浚笙）  | 企好（Gin Lee）                          | 救命稻草（MC張天賦）        |
| 13/26/39/52 | 命之道（The Hertz）      | 隱形遊樂場（張敬軒）                 | Little Magic（炎明熹）                   | 為何嚴重到這樣（Dear Jane） |

### 2024年
| 週數        | 第一季                    | 第二季                                                       | 第三季                           | 第四季                   |
| ----------- | ------------------------- | ------------------------------------------------------------ | -------------------------------- | ------------------------ |
| 1/14/27/40  | 爆煲急救指南（The Hertz） | MY LIFE（盧瀚霆）                                            | 九秒九（容祖兒）                 | 新牌仔（Gin Lee）        |
| 2/15/28/41  | 岩巉（姜濤）              | All That I Want（馮允謙 Feat. 邱彥筒）                       | 趁你旅行時搬走（moon tang）      | DiDiDiva（阿正）         |
| 3/16/29/42  | 大海少年（柳應廷）        | Lost at first sight（陳卓賢）                                | 告別煤氣燈（Gin Lee）            | 放飛之旅（Nowhere Boys） |
| 4/17/30/43  | 緊急聯絡人（Gareth.T）    | Diff.（Gin Lee）                                             | 波希米亞（沒有）狂想曲（林奕匡） | 偶像已死（Gareth.T）     |
| 5/18/31/44  | I'm Marf-elous（邱彥筒）  | 唯美本尊（李駿傑 Feat. Serrini）                             | 戀愛腦之死（陳健安）             | Hunt You Down（MIRROR）  |
| 6/19/32/45  | 愛的一種練習（陳健安）    | 撞到正（泳兒）                                               | EXIT（郭富城）                   | 小心碰頭（MC張天賦）     |
| 7/20/33/46  | 獨角獸之戀（李駿傑）      | 油麻地莎士比亞（呂爵安）                                     | 多謝你自己（Dear Jane）          | 鑿（陳卓賢）             |
| 8/21/34/47  | 青春告別式（張敬軒）      | 至少做一件離譜的事（Kiri T）                                 | 在愛面前投降（馮允謙）           | 搖籃下的歌（林奕匡）     |
| 9/22/35/48  | 空城記（陳奕迅）          | 喃嘸師感官漫遊（林家謙）                                     | 間歇性休眠（陳凱詠）             | 普渡眾生（林家謙）       |
| 10/23/36/49 | Little Love（陳明憙）     | 藝術 與 科學（From THE FIRST TAKE）（林奕匡、黃 妍、葉巧琳） | 以孤獨命名（陳卓賢）             | 會再見的（馮允謙）       |
| 11/24/37/50 | 黑玻璃（洪嘉豪）          | 傢俬（魏浚笙）                                               | Every Single Time（姜濤）        | 明日明日（Dear Jane）    |
| 12/25/38/51 | 神算（方皓玟）            | 心魔（鄭秀文）                                               | 神愛世人（鄧小巧）               | 0.1秒後的世界（陳蕾）    |
| 13/26/39/52 | 回憶半分鐘（雲浩影）      | 百妖夜行的修行（陳凱詠）                                     | Hey Hey OK!（盧瀚霆）            | 戲一場（鄧麗欣）         |

### 2025年
| 週數        | 第一季                               | 第二季                            | 第三季                   | 第四季 |
| ----------- | ------------------------------------ | --------------------------------- | ------------------------ | ------ |
| 1/14/27/40  | 玩偶奇遇記（陳卓賢）                 | 痛痛快快活活去（Pandora）         | 無題時想起的人（林奕匡） |        |
| 2/15/28/41  | SSS（COLLAR）                        | 手印（MIRROR）                    | 50/50（謝安琪）          |        |
| 3/16/29/42  | 二十還好（KOLOR）                    | 想寫好的功課（RubberBand）        | 白夜行（Gin Lee）        |        |
| 4/17/30/43  | 我感覺到（洪嘉豪、魏浚笙）           | 春日部（林家謙）                  | 你都有今日（盧瀚霆）     |        |
| 5/18/31/44  | 沒終點的青春（柳應廷）               | 然之後（馮允謙）                  | SWITCH（陳凱詠）         |        |
| 6/19/32/45  | 流星劃過富士山（YEAHS）              | 你流淚所以我流淚（Dear Jane）     | 立斷（鄧麗欣）           |        |
| 7/20/33/46  | 說謊者（MC張天賦）                   | 你都不知道 自己有多好（Gareth.T） | 吉卜力（馮允謙）         |        |
| 8/21/34/47  | 純銀子彈（呂爵安）                   | 閃光（洪嘉豪）                    |                          |        |
| 9/22/35/48  | 關於後悔（陳柏宇）                   | 不遲不早（陳健安）                |                          |        |
| 10/23/36/49 | 無糖可樂（泳兒）                     | 怕悶的人 請舉手（林峯）           |                          |        |
| 11/24/37/50 | 孤獨美食家（魏浚笙）                 | 懷疑人生（MC張天賦）              |                          |        |
| 12/25/38/51 | 全世界停電 第二年（Gordon Flanders） | 櫻梅桃李（陳明憙)                 |                          |        |
| 13/26/39/52 | 逆行（謝霆鋒）                       | 心死了幾百次（江𤒹生）            |                          |        |

## 數據統計
- 最年輕冠軍歌男歌手得主：謝霆鋒 - 16歲（1997年 - 壞習慣）
- 最年輕冠軍歌女歌手得主：黃淑蔓 - 18歲2個月（2019年 - Dream My Dreams）
- 最年長冠軍歌男歌手得主：譚詠麟 - 65歲（2015年 - 銀河歲月）
- 最年長冠軍歌女歌手得主：林憶蓮 - 52歲（2019年 - 沙文）
- 最年長冠軍歌女歌手得主（計合唱歌）：汪明荃 - 58歲（2006年 - 自由女神）
- 最年輕上榜歌得主：鄭欣宜 - 4歲（1991年第19位 - 媽媽好）
- 最年長上榜歌得主：尹光 - 79歲（2023年第14位 - Dear Myself）
- 相隔最長時間再次得到冠軍：周慧敏 - 相隔21年（1994年歌曲 - 假裝 → 2015年歌曲 - 肋骨）
- 2000年以後第一位歌手同一週分別得到冠軍+亞軍：江𤒹生（2021年5月15日第20週 冠軍 - WARRIOR + 亞軍 - 黑之呼吸）
- 2000年以後同系列兩首歌分別得到冠軍+亞軍：安慰兩部曲柳應廷《大海少年》+陳泳伽《說好的未來》（2024年1月20日第3週 冠軍 + 亞軍）

- 以第一首派台歌曲得到冠軍(合唱歌也計算在內)：COLLAR（2022年 - Call My Name!）、呂爵安（2021年 - E先生 連環不幸事件）、 曾比特、（2021年 - 我不如）、林家謙（2019年 - 下一位前度）、陳芳語（2012年 - 愛你（國））、At17（2002年 - 始終一天）、陳慧琳（1995年 - 一切很美 只因有你）

### 所有年代
| 排名 | 歌手    | 數目 |
| ---- | ------- | ---- |
| 1st  | 張學友  | 95次 |
| 2nd  | 陳奕迅  | 88次 |
| 3rd  | 許志安  | 66次 |
| 4th  | 容祖兒  | 56次 |
| 5th  | 古巨基  | 46次 |
| 6th  | 劉德華  | 45次 |
| 7th  | 黎 明   | 43次 |
| 8th  | 楊千嬅  | 39次 |
| 9th  | 王 菲   | 38次 |
| 10th | 郭富城  | 37次 |
| 11th | 林憶蓮  | 34次 |
| 11th | 李克勤  | 34次 |
| 13th | 陳慧琳  | 31次 |
| 13th | 鄭秀文  | 31次 |
| 15th | 張敬軒  | 30次 |
| 15th | 謝安琪  | 30次 |
| 17th | 梁漢文  | 27次 |
| 18th | 葉蒨文  | 25次 |
| 19th | 何韻詩  | 24次 |
| 20th | 黃耀明  | 23次 |
| 20th | 譚詠麟  | 23次 |
| 22nd | 王菀之  | 22次 |
| 23rd | 薛凱琪  | 21次 |
| 23rd | 林海峰  | 21次 |
| 23rd | 陳柏宇  | 21次 |
| 26th | 謝霆鋒  | 19次 |
| 27th | Gin Lee | 18次 |
| 28th | 梅艷芳  | 17次 |
| 28th | 林奕匡  | 17次 |
| 30th | 吳雨霏  | 16次 |
| 30th | 周柏豪  | 16次 |
| 32nd | 彭 羚   | 15次 |
| 32nd | 麥浚龍  | 15次 |
| 32nd | 馮允謙  | 15次 |
| 35th | 杜德偉  | 14次 |
| 35th | 林家謙  | 14次 |
| 37th | 張國榮  | 13次 |
| 37th | 方大同  | 13次 |
| 37th | 側 田   | 13次 |
| 37th | AGA     | 13次 |

| 排名 | 歌手    | 數目 |
| ---- | ------- | ---- |
| 1st  | 陳奕迅  | 78首 |
| 2nd  | 許志安  | 60首 |
| 3rd  | 張學友  | 58首 |
| 4th  | 容祖兒  | 53首 |
| 5th  | 古巨基  | 44首 |
| 6th  | 楊千嬅  | 36首 |
| 6th  | 劉德華  | 36首 |
| 8th  | 黎 明   | 35首 |
| 9th  | 陳慧琳  | 30首 |
| 9th  | 李克勤  | 30首 |
| 9th  | 張敬軒  | 30首 |
| 9th  | 鄭秀文  | 30首 |
| 9th  | 謝安琪  | 30首 |
| 14th | 王 菲   | 29首 |
| 14th | 郭富城  | 29首 |
| 16th | 梁漢文  | 25首 |
| 16th | 林憶蓮  | 25首 |
| 18th | 何韻詩  | 24首 |
| 19th | 王菀之  | 22首 |
| 20th | 薛凱琪  | 21首 |
| 20th | 陳柏宇  | 21首 |
| 22nd | 林海峰  | 20首 |
| 23rd | 謝霆鋒  | 19首 |
| 24th | 黃耀明  | 18首 |
| 24th | Gin Lee | 18首 |
| 26th | 林奕匡  | 17首 |
| 27th | 吳雨霏  | 16首 |
| 27th | 周柏豪  | 16首 |
| 29th | 譚詠麟  | 15首 |
| 29th | 麥浚龍  | 15首 |
| 29th | 馮允謙  | 15首 |
| 32nd | 林家謙  | 14首 |
| 33rd | 彭 羚   | 13首 |
| 33rd | 方大同  | 13首 |
| 33rd | 側 田   | 13首 |
| 33rd | AGA     | 13首 |

| 排名 | 歌手   | 數目 |
| ---- | ------ | ---- |
| 1st  | 張學友 | 95次 |
| 2nd  | 陳奕迅 | 88次 |
| 3rd  | 許志安 | 66次 |
| 4th  | 古巨基 | 46次 |
| 5th  | 劉德華 | 45次 |
| 6th  | 黎 明  | 43次 |
| 7th  | 郭富城 | 36次 |
| 8th  | 李克勤 | 34次 |
| 9th  | 張敬軒 | 30次 |
| 10th | 梁漢文 | 27次 |
| 11th | 黃耀明 | 23次 |
| 12th | 林海峰 | 21次 |
| 12th | 陳柏宇 | 21次 |
| 14th | 譚詠麟 | 19次 |
| 14th | 謝霆鋒 | 19次 |
| 16th | 林奕匡 | 17次 |
| 17th | 周柏豪 | 16次 |
| 18th | 麥浚龍 | 15次 |
| 18th | 馮允謙 | 15次 |
| 20th | 杜德偉 | 14次 |
| 20th | 林家謙 | 14次 |
| 22nd | 張國榮 | 13次 |
| 22nd | 方大同 | 13次 |
| 22nd | 側田   | 13次 |

| 排名 | 歌手   | 數目 |
| ---- | ------ | ---- |
| 1st  | 陳奕迅 | 78首 |
| 2nd  | 許志安 | 60首 |
| 3rd  | 張學友 | 58首 |
| 4th  | 古巨基 | 44首 |
| 5th  | 劉德華 | 36首 |
| 6th  | 黎 明  | 35首 |
| 7th  | 李克勤 | 30首 |
| 7th  | 張敬軒 | 30首 |
| 9th  | 郭富城 | 28首 |
| 10th | 梁漢文 | 25首 |
| 11th | 陳柏宇 | 21首 |
| 12th | 林海峰 | 20首 |
| 13th | 謝霆鋒 | 19首 |
| 14th | 黃耀明 | 18首 |
| 15th | 林奕匡 | 17首 |
| 16th | 周柏豪 | 16首 |
| 17th | 譚詠麟 | 15首 |
| 17th | 麥浚龍 | 15首 |
| 17th | 馮允謙 | 15首 |
| 20th | 林家謙 | 14首 |
| 21st | 方大同 | 13首 |
| 21st | 側田   | 13首 |

| 排名 | 歌手    | 數目 |
| ---- | ------- | ---- |
| 1st  | 容祖兒  | 56次 |
| 2nd  | 楊千嬅  | 39次 |
| 3rd  | 王 菲   | 38次 |
| 4th  | 林憶蓮  | 34次 |
| 5th  | 陳慧琳  | 31次 |
| 5th  | 鄭秀文  | 31次 |
| 7th  | 謝安琪  | 30次 |
| 8th  | 葉蒨文  | 25次 |
| 9th  | 何韻詩  | 24次 |
| 10th | 王菀之  | 22次 |
| 11th | 薛凱琪  | 21次 |
| 12th | Gin Lee | 18次 |
| 13th | 梅艷芳  | 17次 |
| 14th | 吳雨霏  | 16次 |
| 15th | 彭 羚   | 15次 |

| 排名 | 歌手    | 數目 |
| ---- | ------- | ---- |
| 1st  | 容祖兒  | 53首 |
| 2nd  | 楊千嬅  | 36首 |
| 3rd  | 陳慧琳  | 30首 |
| 3rd  | 鄭秀文  | 30首 |
| 3rd  | 謝安琪  | 30首 |
| 6th  | 王 菲   | 29首 |
| 7th  | 林憶蓮  | 25首 |
| 7th  | 何韻詩  | 24首 |
| 9th  | 王菀之  | 22首 |
| 10th | 薛凱琪  | 21首 |
| 11th | Gin Lee | 18首 |
| 12th | 吳雨霏  | 16首 |
| 13th | 彭羚    | 13首 |
| 13th | AGA     | 13首 |

| 排名 | 歌手           | 數目 |
| ---- | -------------- | ---- |
| 1st  | Beyond         | 26次 |
| 2nd  | RubberBand     | 25次 |
| 2nd  | Dear Jane      | 25次 |
| 4th  | 草蜢           | 20次 |
| 5th  | 達明一派       | 14次 |
| 6th  | 農夫           | 12次 |
| 6th  | C AllStar      | 12次 |
| 8th  | Mr.            | 11次 |
| 9th  | 艾粒           | 10次 |
| 9th  | MIRROR         | 10次 |
| 11th | 軟硬天師       | 9次  |
| 12th | 太極           | 8次  |
| 12th | Supper Moment  | 8次  |
| 14th | Twins          | 7次  |
| 14th | At17           | 7次  |
| 16th | Robynn & Kendy | 5次  |
| 17th | Swing          | 4次  |
| 17th | 溫拿           | 4次  |
| 17th | COLLAR         | 4次  |

| 排名 | 歌手           | 數目 |
| ---- | -------------- | ---- |
| 1st  | RubberBand     | 25首 |
| 1st  | Dear Jane      | 25首 |
| 3rd  | Beyond         | 20首 |
| 4th  | 草蜢           | 16首 |
| 5th  | 農夫           | 12首 |
| 5th  | C AllStar      | 12首 |
| 7th  | Mr.            | 11首 |
| 8th  | 艾粒           | 10首 |
| 9th  | MIRROR         | 9首  |
| 10th | Supper Moment  | 8首  |
| 10th | Twins          | 7首  |
| 10th | 軟硬天師       | 7首  |
| 10th | 達明一派       | 7首  |
| 10th | At17           | 7首  |
| 15th | Robynn & Kendy | 5首  |
| 16th | Swing          | 4首  |
| 16th | 溫拿           | 4首  |
| 16th | 太極           | 4首  |
| 16th | COLLAR         | 4首  |

| 年份 | 歌手                                               | 歌曲                             | 冠軍週數           |
| ---- | -------------------------------------------------- | -------------------------------- | ------------------ |
| 1988 | 太極                                               | 「全人類高歌」                   | 2                  |
| 1988 | 盧冠廷                                             | 「但願人長久」                   | 2                  |
| 1988 | 张学友                                             | 「天變地變情不變」               | 2                  |
| 1988 | 葉蒨文                                             | 「美夢記心中」                   | 3                  |
| 1988 | 葉蒨文                                             | 「祝福」                         | 4                  |
| 1988 | 林憶蓮                                             | 「滴汗」                         | 2                  |
| 1988 | 張國榮                                             | 「無需要太多」                   | 2                  |
| 1988 | 譚詠麟                                             | 「80歲後」                       | 3                  |
| 1988 | 梅艷芳                                             | 「Stand By Me」                  | 2                  |
| 1988 | Beyond                                             | 「大地」                         | 2                  |
| 1988 | 陳慧嫻                                             | 「人生何處不相逢」               | 3                  |
| 1988 | 達明一派                                           | 「今天應該很高興」               | 5（1988-1989跨年） |
| 1989 | 張國榮                                             | 「側面」                         | 2                  |
| 1989 | 譚詠麟                                             | 「情義兩心知」                   | 2                  |
| 1989 | 譚詠麟                                             | 「你知我知」                     | 2                  |
| 1989 | 张学友                                             | 「Linda」                        | 2                  |
| 1989 | 张学友                                             | 「夕陽醉了」                     | 4（1989-1990跨年） |
| 1989 | 蘇芮                                               | 「憑著愛」                       | 2                  |
| 1989 | 李健達                                             | 「也許不易」                     | 2                  |
| 1989 | 林憶蓮                                             | 「一分鐘都市一分鐘戀愛」         | 2                  |
| 1989 | 林憶蓮                                             | 「依然」                         | 3                  |
| 1989 | 林憶蓮                                             | 「燒」                           | 2                  |
| 1989 | Beyond                                             | 「真的愛你」                     | 2                  |
| 1989 | 群星                                               | 「為自由」                       | 3                  |
| 1989 | 陳慧嫻                                             | 「千千闋歌」                     | 3                  |
| 1989 | 太極                                               | 「留住我吧」                     | 4                  |
| 1989 | 盧冠廷                                             | 「漆黑將不再面對」               | 2                  |
| 1989 | 達明一派                                           | 「天問」                         | 2                  |
| 1990 | 張洪量                                             | 「你知道我在等你嗎」             | 5                  |
| 1990 | 葉蒨文                                             | 「珍重」                         | 4                  |
| 1990 | 葉蒨文                                             | 「焚心以火」                     | 2                  |
| 1990 | 葉蒨文                                             | 「秋去秋來」                     | 2                  |
| 1990 | 關淑怡                                             | 「心急」                         | 2                  |
| 1990 | 王菲                                               | 「Everything」                   | 2                  |
| 1990 | 蔡立兒                                             | 「Close Your Eyes」              | 2                  |
| 1990 | 杜德偉                                             | 「擦身情緣」                     | 3                  |
| 1990 | 林子祥                                             | 「似夢迷離」                     | 3                  |
| 1990 | 林子祥                                             | 「日落日出」                     | 2                  |
| 1990 | 林憶蓮                                             | 「前塵」                         | 2                  |
| 1990 | 達明一派                                           | 「我愛你」                       | 2                  |
| 1990 | 倫永亮                                             | 「給戀愛喝采」                   | 2                  |
| 1990 | 蔣志光                                             | 「皇后大道東」                   | 3（1990-1991跨年） |
| 1990 | 羅大佑                                             | 「皇后大道東」                   | 3（1990-1991跨年） |
| 1991 | 张学友                                             | 「每天愛你多一些」               | 5                  |
| 1991 | 张学友                                             | 「一顆不變心」                   | 3                  |
| 1991 | 許志安                                             | 「翻騰」                         | 2                  |
| 1991 | 梅艷芳                                             | 「慾望野獸街」                   | 3                  |
| 1991 | 李國祥                                             | 「藍色Sha La La」                | 2                  |
| 1991 | 黎明                                               | 「對不起我愛你」                 | 2                  |
| 1991 | 黎明                                               | 「今夜妳會不會來」               | 2                  |
| 1991 | 劉德華                                             | 「愛不完」                       | 3                  |
| 1991 | 劉德華                                             | 「一起走過的日子」               | 2                  |
| 1991 | 群星                                               | 「滔滔千里心」                   | 2                  |
| 1991 | 彭羚                                               | 「愛過痛過亦願等」               | 2                  |
| 1991 | 黑豹                                               | 「Don't Break My Heart」         | 2                  |
| 1991 | 李克勤                                             | 「一生掛念你」                   | 2                  |
| 1991 | 杜德偉                                             | 「信自己」                       | 2                  |
| 1991 | 葉蒨文                                             | 「信自己」                       | 2                  |
| 1991 | 劉美君                                             | 「各自各...精彩」                | 2                  |
| 1991 | 吳國敬                                             | 「我說過要你快樂」               | 2                  |
| 1992 | 杜德偉                                             | 「給我吧」                       | 2                  |
| 1992 | 譚詠麟                                             | 「情人」                         | 2                  |
| 1992 | 草蜢                                               | 「永遠愛著你」                   | 2                  |
| 1992 | 林子祥                                             | 「街頭霸王榜」                   | 2                  |
| 1992 | 葉蒨文                                             | 「瀟灑走一回」                   | 2                  |
| 1992 | 张学友                                             | 「暗戀你」                       | 4                  |
| 1992 | 张学友                                             | 「愛·火·花」                     | 2                  |
| 1992 | 张学友                                             | 「還是覺得你最好」               | 4                  |
| 1992 | 劉德華                                             | 「末世天使」                     | 2                  |
| 1992 | 劉德華                                             | 「真我的風采」                   | 3                  |
| 1992 | 呂方                                               | 「彎彎的月亮」                   | 2                  |
| 1992 | 王菲                                               | 「Miss You Night & Day」         | 2                  |
| 1992 | 王菲                                               | 「容易受傷的女人」               | 2                  |
| 1992 | 林憶蓮                                             | 「寵愛」                         | 2                  |
| 1993 | 王菲                                               | 「不再兒嬉」                     | 2                  |
| 1993 | 王菲                                               | 「如風」                         | 3                  |
| 1993 | 林憶蓮                                             | 「不如重新開始」                 | 2                  |
| 1993 | 草蜢                                               | 「朋友」                         | 3                  |
| 1993 | 草蜢                                               | 「世界會變得很美」               | 2                  |
| 1993 | 郭富城                                             | 「雨中感歎號」                   | 2                  |
| 1993 | 郭富城                                             | 「狂野之城」                     | 2                  |
| 1993 | 黎明                                               | 「夏日燒着了」                   | 2                  |
| 1993 | 张学友                                             | 「祇想一生跟你走」               | 2                  |
| 1993 | 张学友                                             | 「等你等到我心痛」               | 2                  |
| 1993 | 劉德華                                             | 「永遠寂寞」                     | 2                  |
| 1993 | 許志安                                             | 「雨後陽光」                     | 2                  |
| 1993 | 李克勤                                             | 「只懂得對妳好」                 | 2                  |
| 1993 | 杜德偉                                             | 「拒絕你綑綁」                   | 2                  |
| 1994 | 葉蒨文                                             | 「女人的弱點」                   | 3                  |
| 1994 | 林憶蓮                                             | 「決心」                         | 2                  |
| 1994 | 梅艷芳                                             | 「情歸何處」                     | 3                  |
| 1994 | 李國祥                                             | 「最美世界=你+我」               | 2                  |
| 1994 | 黎明                                               | 「那有一天不想你」               | 2                  |
| 1994 | 张学友                                             | 「來來回回」                     | 2                  |
| 1994 | 张学友                                             | 「非常夏日」                     | 2                  |
| 1994 | 张学友                                             | 「我等到花兒也謝了」             | 3                  |
| 1994 | 王菲                                               | 「非常夏日」                     | 2                  |
| 1994 | 劉德華                                             | 「誰人知」                       | 3                  |
| 1994 | 郭富城                                             | 「鐵幕誘惑」                     | 2                  |
| 1994 | 李蕙敏                                             | 「橫濱別戀」                     | 2                  |
| 1994 | 陳慧嫻                                             | 「今天的愛人是誰」               | 2                  |
| 1995 | 张学友                                             | 「這個冬天不太冷」               | 2                  |
| 1995 | 张学友                                             | 「屈到病」                       | 3                  |
| 1995 | 毛阿敏                                             | 「我不想再次被情傷」             | 2                  |
| 1995 | 郭富城                                             | 「望鄉」                         | 2                  |
| 1995 | 郭富城                                             | 「純真傳說」                     | 3                  |
| 1995 | 郭富城                                             | 「失憶(諒解)備忘錄」             | 2                  |
| 1995 | 周華健                                             | 「新天長地久之男大當戀女大當愛」 | 2                  |
| 1995 | 周華健                                             | 「濃情化不開」                   | 2                  |
| 1995 | Beyond                                             | 「缺口」                         | 2                  |
| 1995 | 陳慧琳                                             | 「一切很美 只因有你」            | 2                  |
| 1995 | 林子祥                                             | 「十八變」                       | 2                  |
| 1995 | 黃耀明                                             | 「春光乍洩」                     | 2                  |
| 1995 | 黃耀明                                             | 「萬福瑪利亞」                   | 2（1995-1996跨年） |
| 1995 | 關淑怡                                             | 「萬福瑪利亞」                   | 2（1995-1996跨年） |
| 1996 | 王菲                                               | 「假期」                         | 2                  |
| 1996 | 許志安                                             | 「下次」                         | 2                  |
| 1996 | Beyond                                             | 「活著便精彩」                   | 2                  |
| 1996 | 黎明                                               | 「情深說話未曾講」               | 2                  |
| 1996 | 张学友                                             | 「情書」                         | 3                  |
| 1996 | 张学友                                             | 「不老的傳說」                   | 3                  |
| 1996 | 軟硬天師                                           | 「唔知係咩嘅我就點會講」         | 2                  |
| 1997 | 彭羚                                               | 「抱著你的日子」                 | 2                  |
| 1997 | 张学友                                             | 「怎麼捨得你」                   | 2                  |
| 1997 | 黃耀明                                             | 「友情歲月」                     | 2                  |
| 1997 | 梁漢文                                             | 「好朋友」                       | 2                  |
| 1997 | Beyond                                             | 「霧」                           | 4（1997-1998跨年） |
| 1998 | 陳曉東                                             | 「一萬年」                       | 2                  |
| 1998 | 黃耀明                                             | 「暗湧」                         | 2                  |
| 1998 | 蘇永康                                             | 「越吻越傷心」                   | 3                  |
| 1999 | 許志安                                             | 「真心真意」                     | 2                  |
| 1999 | 张学友                                             | 「有個人」                       | 2                  |
| 1999 | 王菲                                               | 「當時的月亮」                   | 2                  |
| 1999 | 王菲                                               | 「郵差」                         | 2                  |
| 1999 | 陳奕迅                                             | 「今日」                         | 2                  |
| 2000 | 陳奕迅                                             | 「時光倒流二十年」               | 2                  |
| 2000 | 陳奕迅                                             | 「黑夜不再來」                   | 2                  |
| 2000 | 陳奕迅                                             | 「Namasgar你好嗎?」              | 2                  |
| 2000 | 張國榮                                             | 「路過蜻蜓」                     | 2                  |
| 2000 | 楊千嬅                                             | 「Namasgar你好嗎?」              | 2                  |
| 2000 | 森美                                               | 「Namasgar你好嗎?」              | 2                  |
| 2000 | Mini                                               | 「Namasgar你好嗎?」              | 2                  |
| 2000 | 黃耀明                                             | 「下一站天國」                   | 2                  |
| 2000 | 王菲                                               | 「給自己的情書」                 | 2                  |
| 2001 | 黃貫中                                             | 「無得比」                       | 2                  |
| 2001 | 鄭秀文                                             | 「愛是...」                      | 2                  |
| 2001 | LMF                                                | 「愛是...」                      | 2                  |
| 2001 | 陳奕迅                                             | 「Shall We Talk」                | 2                  |
| 2001 | 陳奕迅                                             | 「天使的禮物」                   | 2                  |
| 2001 | 张学友                                             | 「有病呻吟」                     | 2                  |
| 2001 | 楊千嬅                                             | 「姊妹」                         | 2                  |
| 2002 | 张学友                                             | 「相愛很難」                     | 2                  |
| 2002 | 张学友                                             | 「日與夜」                       | 2                  |
| 2002 | 梅艷芳                                             | 「相愛很難」                     | 2                  |
| 2002 | 林憶蓮                                             | 「日與夜」                       | 2                  |
| 2002 | 周杰倫                                             | 「回到過去」                     | 2                  |
| 2002 | 陳奕迅                                             | 「人來人往」                     | 2                  |
| 2003 | 容祖兒                                             | 「我的驕傲」                     | 2                  |
| 2003 | 梁漢文                                             | 「七友」                         | 2                  |
| 2004 | 古巨基                                             | 「悟空」                         | 2                  |
| 2004 | 张学友                                             | 「講妳知」                       | 2                  |
| 2004 | 楊千嬅                                             | 「小城大事」                     | 2                  |
| 2004 | 許志安 featuring 葉德嫻                            | 「美中不足」                     | 2                  |
| 2004 | 李克勤                                             | 「空中飛人」                     | 2                  |
| 2004 | 達明一派                                           | 「寂寞的人有福了」               | 2                  |
| 2005 | 古巨基                                             | 「Monica」                       | 2                  |
| 2005 | 林海峰 featuring 古巨基 & 鄭中基 & 梁漢文 & 蘇永康 | 「男子組」                       | 2                  |
| 2006 | 陳奕迅                                             | 「最佳損友」                     | 2                  |
| 2006 | 軟硬天師                                           | 「好兄弟」                       | 2                  |
| 2013 | 許廷鏗                                             | 「青春頌」                       | 2                  |
| 2013 | 陳奕迅                                             | 「任我行」                       | 2                  |
| 2014 | 容祖兒                                             | 「樂觀」                         | 2                  |
| 2016 | 陳奕迅                                             | 「四季」                         | 2                  |
| 2021 | 容祖兒                                             | 「東京人壽」                     | 2                  |
| 2021 | MIRROR                                             | 「WARRIOR」                      | 2                  |

### 2000年代
- 1. 2000年代累積最多冠軍歌男歌手：陳奕迅，40首(38首個人歌曲+2首合唱歌曲)
- 2. 2000年代累積最多2周冠軍歌男歌手：陳奕迅，7首(6首個人歌曲+1首合唱歌曲)
- 3. 2000年代累積最多冠軍歌次數男歌手：陳奕迅，47次
- 4. 2000年代累積最多冠軍歌女歌手：楊千嬅，27首(26首個人歌曲+1首合唱歌曲)
- 5. 2000年代累積最多2周冠軍歌女歌手：楊千嬅，3首(2首個人歌曲+1首合唱歌曲)
- 6. 2000年代累積最多冠軍歌次數女歌手：楊千嬅，30次
- 7. 2000年代累積最多同一年度4首冠軍歌大碟的男歌手：陳奕迅，1張 (U87(2005年))
- 8. 2000年代累積最多同一年度5次冠軍歌大碟的男歌手：陳奕迅，1張 (Shall We Dance? Shall We Talk!(2001年))
- 9. 2000年代累積最多同一年度3首冠軍歌大碟的女歌手：楊千嬅，2張 (電光幻影(2004年)、Wonder Miriam(2008年))
- 10. 2000年代累積最多同一年度4次冠軍歌大碟的女歌手：楊千嬅，1張 (電光幻影(2004年))

### 2010年代
- 1. 2010年代累積最多冠軍歌男歌手：陳奕迅，25首(23首個人歌曲+2首合唱歌曲)
- 2. 2010年代累積最多2周冠軍歌男歌手：陳奕迅，2首
- 3. 2010年代累積最多冠軍歌次數男歌手：陳奕迅，27次
- 4. 2010年代累積最多冠軍歌女歌手：容祖兒，24首(21首個人歌曲+3首合唱歌曲)
- 5. 2010年代累積最多2周冠軍歌女歌手：容祖兒，1首
- 6. 2010年代累積最多冠軍歌次數女歌手：容祖兒，25次
- 7. 2010年代累積最多同一年度4首冠軍歌大碟的男歌手：張敬軒，1張 （Senses Inherited（2018年））
- 8. 2010年代累積最多同一年度4次冠軍歌大碟的男歌手：陳奕迅，1張 （The Key（2013年））、張敬軒，1張 （Senses Inherited（2018年））
- 10. 2010年代累積最多同一年度3首冠軍歌EP的男歌手：陳奕迅，2張 （Time Flies（2010年）、Stranger Under My Skin（2011年））、麥浚龍，1張 （Addendum（2015年））
- 11. 2010年代累積最多同一年度3首冠軍歌EP的女歌手：楊千嬅，1張 （Home（2010年））
- 11. 2010年代累積最多同一年度3次冠軍歌EP的女歌手：楊千嬅，1張 （Home（2010年））、容祖兒，1張 （me, re-do（2014年））
- 12. 2010年代累積最多同一年度3首冠軍歌大碟的女歌手：容祖兒，2張 （小日子（2013年）、J-POP（2016年））、王菀之，1張 （Much Feeling Little Thinking（2015年））、JW，1張 （My Tale（2016年））、Gin Lee，1張 （Live in the Moment（2017年））、江海迦，1張 （Luna（2nd Edition）（2018年））

註：同一年度指該年1月1日至12月31日，因此即使冠軍歌屬同一唱片，但冠軍歌橫跨不同年份，則不計算在內

### 2020年代
- 1. 2010年代累積最多冠軍歌男歌手：林家謙，13首
- 2. 2010年代累積最多冠軍歌女歌手：鄭欣宜、江海迦、Gin Lee，6首
- 3. 2010年代累積最多2周冠軍歌女歌手：容祖兒，1首
- 4. 2010年代累積最多冠軍歌組合：Dear Jane，12首(11首個人歌曲+1首合唱歌曲)
- 5. 2010年代累積最多2周冠軍歌組合：MIRROR，1首
- 6. 2020年代累積最多同一年度3首冠軍歌大碟的男歌手：林家謙，2張 （(seven)7（2021年）、MEMENTO（2022年））、張敬軒，1張（The Brightest Darkness (SACD)（2021年））、陳柏宇，1張（in Rhythm（2023年））、林海峰，1張（Uncle 林海峰 2023（2022年）、馮允謙，1張（EMO（2024年))、陳卓賢，1張（Interlude（2024年)）
- 7. 2020年代累積最多同一年度3首冠軍歌大碟的女歌手：AGA，1張 （So Called Love Songs（2020年））、鄭欣宜，2張（Joyce to the World（2021年）、Believe Us（2022年））
- 8. 2020年代累積最多同一年度3首冠軍歌大碟的組合：Dear Jane，2張 （Limerence（2020年）、X（2023年））、MIRROR，1張（One and All（2020年））

註：同一年度指該年1月1日至12月31日，因此即使冠軍歌屬同一唱片，但冠軍歌橫跨不同年份，則不計算在內